# Sayabec
Vous lisez un « bon article » labellisé en 2010.
Sayabec (API : /se.bɛk/) est une municipalité canadienne qui fait partie de la municipalité régionale de comté (MRC) de La Matapédia dans l'Est du Québec. Situé dans la vallée de la Matapédia formée par les monts Chic-Chocs, au bord du lac Matapédia, ce village du Bas-Saint-Laurent a une vocation agricole et forestière. Avec une population de près de 2 000 habitants, Sayabec est la troisième municipalité la plus peuplée de La Matapédia, après Amqui et Causapscal. Grâce à l'usine de panneaux de particules Panval, la plus grosse industrie de la vallée, Sayabec est un centre économique important pour la région.
Habité depuis 500 av. J.-C. par les Micmacs, Sayabec vit l'arrivée du premier colon canadien-français en 1833. C'est vers la fin du XIXe siècle que les colons commencèrent à s'y installer en plus grand nombre avec l'aménagement de moulins et d'usines de sciage pour le bois liés à la construction du chemin de fer de l'Intercolonial. La municipalité fut constituée officiellement en 1887 en tant que municipalité scolaire sous le nom de Sainte-Marie de Sayabec, et la paroisse catholique fut érigée canoniquement en 1894. En 1917, le village de Saindon se détacha de cette municipalité et prit le nom de village de Sayabec en 1951. En 1982, les deux municipalités sont de nouveau réunies sous le nom actuel de Sayabec.

## Toponymie
Sayabec se prononce « Sébec » (API : /se.bɛk/). Ce toponyme provient du mot micmac sepeg signifiant « rivière obstruée » ou « rivière remplie ». Cette appellation s'inspire du fait que la rivière obstruée par des barrages de castors se remplit davantage. Le castor est ainsi devenu l'animal emblématique de la municipalité.
D'autre part, on devrait plutôt lire « Sakpediak » pour : sak, rivière ; et, pediak, remplie, mais les Micmacs prononçaient « Sakbak » par contraction. La rivière qui sillonne le village, anciennement appelée « rivière Noire, » est aussi nommée Sayabec. D'autres sources indiquent que « Sayabec » serait issu du mot micmac siapeg, qui signifie « prolongement du lac » ou « petit golfe », en référence au prolongement du lac Matapédia.
Les gentilés sont Sayabécois et Sayabécoise que l'on prononce « Sébéquois » et « Sébéquoise »,.

## Géographie

### Géographie humaine

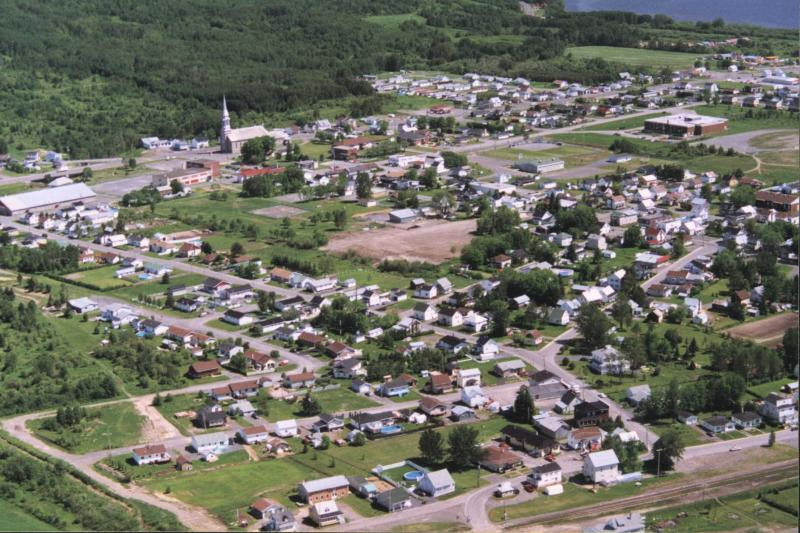
Vue aérienne de Sayabec

La municipalité est située à 375 km au nord-est de Québec, à 350 km à l'ouest de Gaspé et à 100 km au nord du Nouveau-Brunswick. Les principales villes à proximité sont Rimouski à 60 km et Mont-Joli à 30 km à l'ouest, Matane à 40 km au nord ainsi qu'Amqui à 20 km à l'est. La municipalité est limitrophe de Saint-Moïse à l'ouest, de Val-Brillant à l'est, de Saint-Cléophas au sud et de Sainte-Paule au nord. Le village est divisé en deux parties : une partie principale, près du lac Matapédia, et une partie secondaire, près du lac Malcolm, qui forme le hameau du Lac-Malcolm. Sayabec s'étend sur 130 km2 à la pointe nord-ouest du lac Matapédia. Les régions boisées couvrent 47,9 % de cette superficie et l'eau 8,4 %, le reste du territoire étant déboisé (43,7 %) ; quelque 35 % du territoire sayabécois est propice à l'agriculture.
Sayabec est installé dans la partie ouest de la MRC de La Matapédia dans la région administrative du Bas-Saint-Laurent. La paroisse de Sayabec, Saint-Nom-de-Marie, fait partie de l'archidiocèse de Rimouski. La municipalité est également intégrée à la sous-région touristique de la vallée de la Matapédia, qui se situe dans la région touristique de la Gaspésie,.

### Géographie physique
Sayabec est situé dans la vallée de la Matapédia encaissée dans les monts Chic-Chocs de la péninsule gaspésienne.

#### Topographie

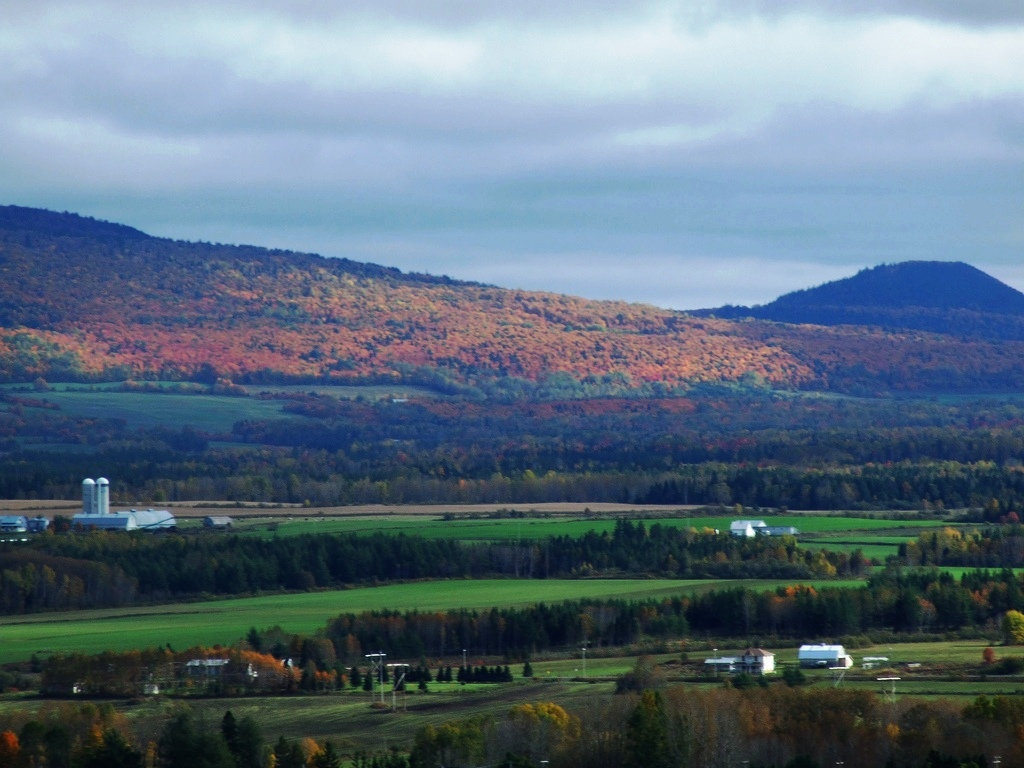
Monts Chic-Chocs vus de Sayabec

La géographie de Sayabec est sise dans la chaîne de montagnes des Appalaches, sur un flanc des monts Chic-Chocs dans la section des monts Notre-Dame, et à une altitude de 200 m où les sommets atteignent 350 m. Traversé par quelques rivières, le territoire sayabécois est une vaste plaine propice à l'agriculture et abondante en bois. En fait, les terres de Sayabec et de Val-Brillant sont les plus favorables à l'agriculture de la vallée de la Matapédia.

#### Hydrographie
Le territoire sayabécois est composé de deux bassins versants. Le premier se déverse dans le lac Matapédia et recouvre environ 60 % du territoire. Il comprend le lac Matapédia et les rivières Sayabec et Saint-Pierre. Le second bassin se déverse dans la rivière Blanche, affluent de l'estuaire maritime du Saint-Laurent, et couvre le territoire restant (40 %). Il est composé principalement des lacs Malcolm, Squaw, Arthur, Édouard, Roy et des Sauvages. À partir du lac Malcolm, au nord du village, la Rivière blanche coule vers le nord. À partir du lac de la Rivière-Blanche, dans le centre-est, la rivière Blanche Sud coule vers lel nord.

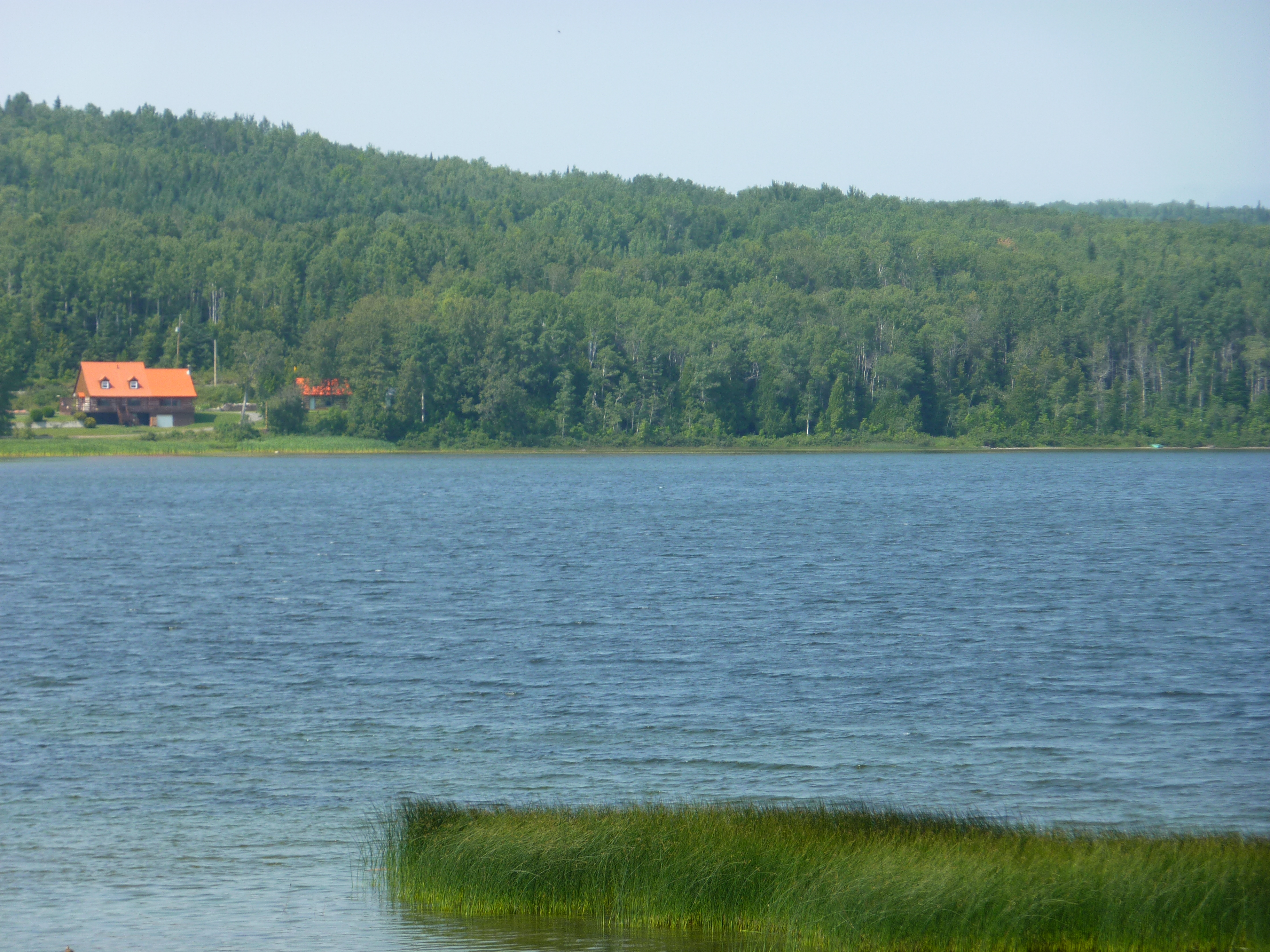
Lac Matapédia
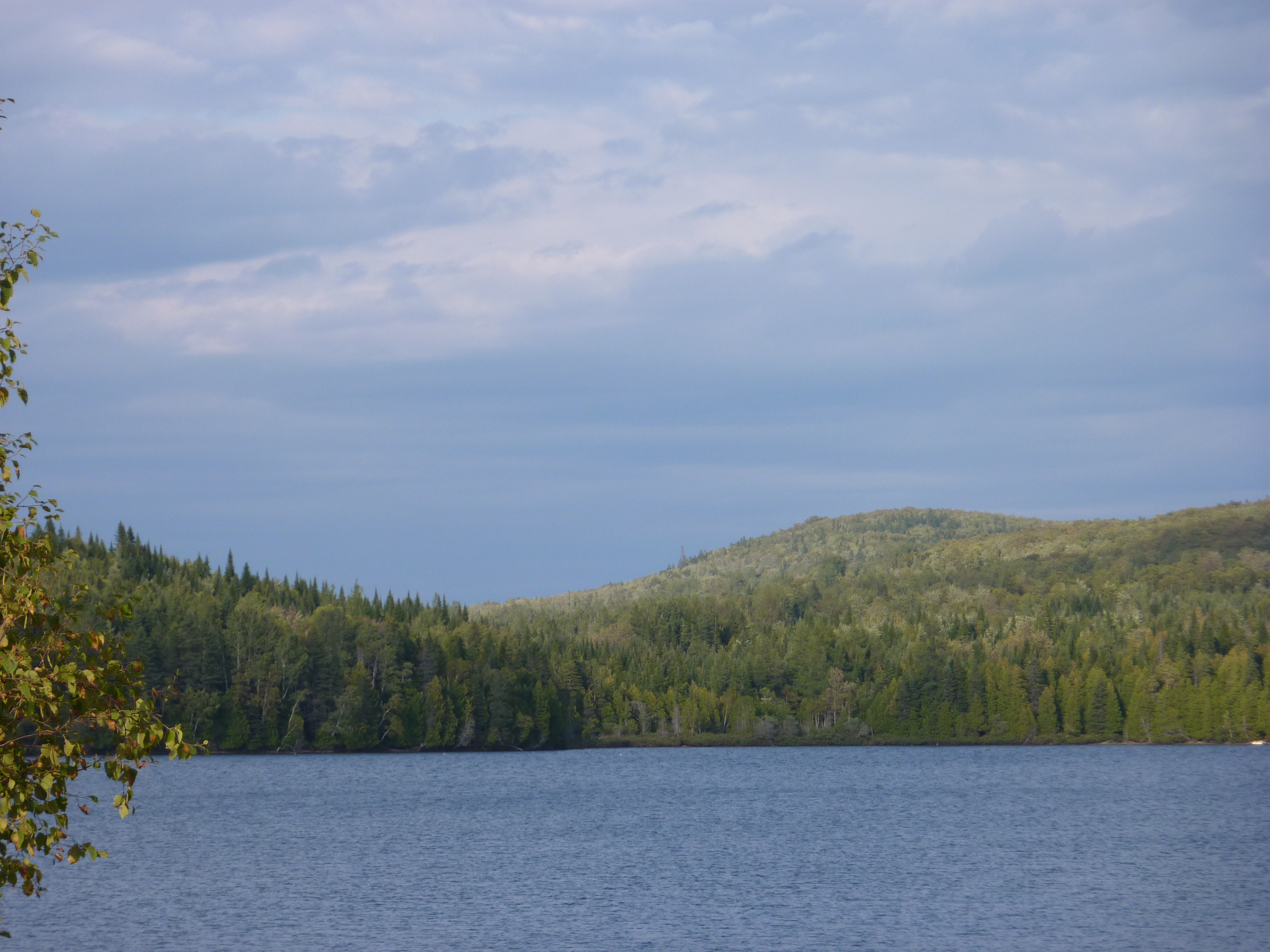
Lac Malcolm
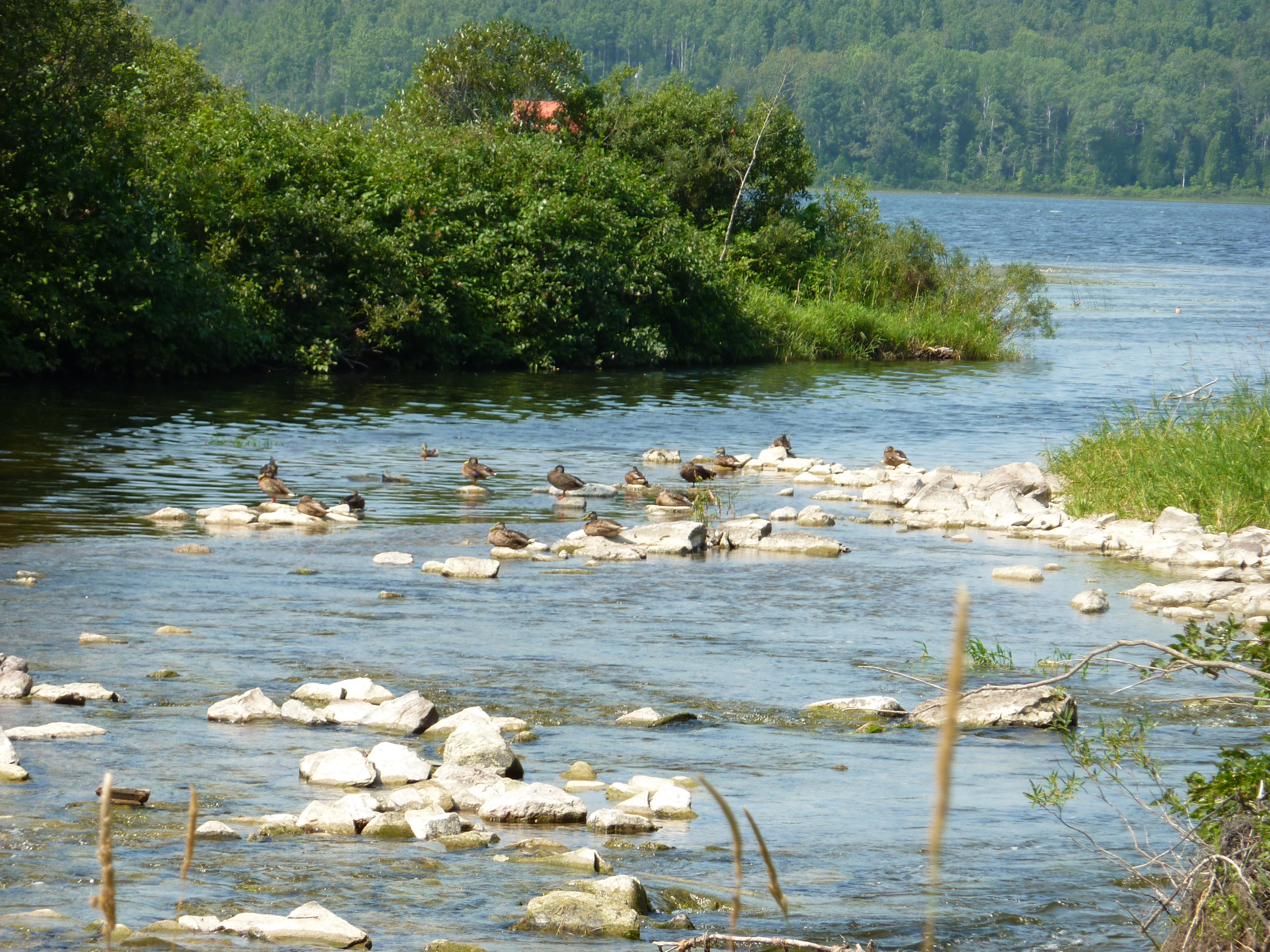
Rivière Saint-Pierre
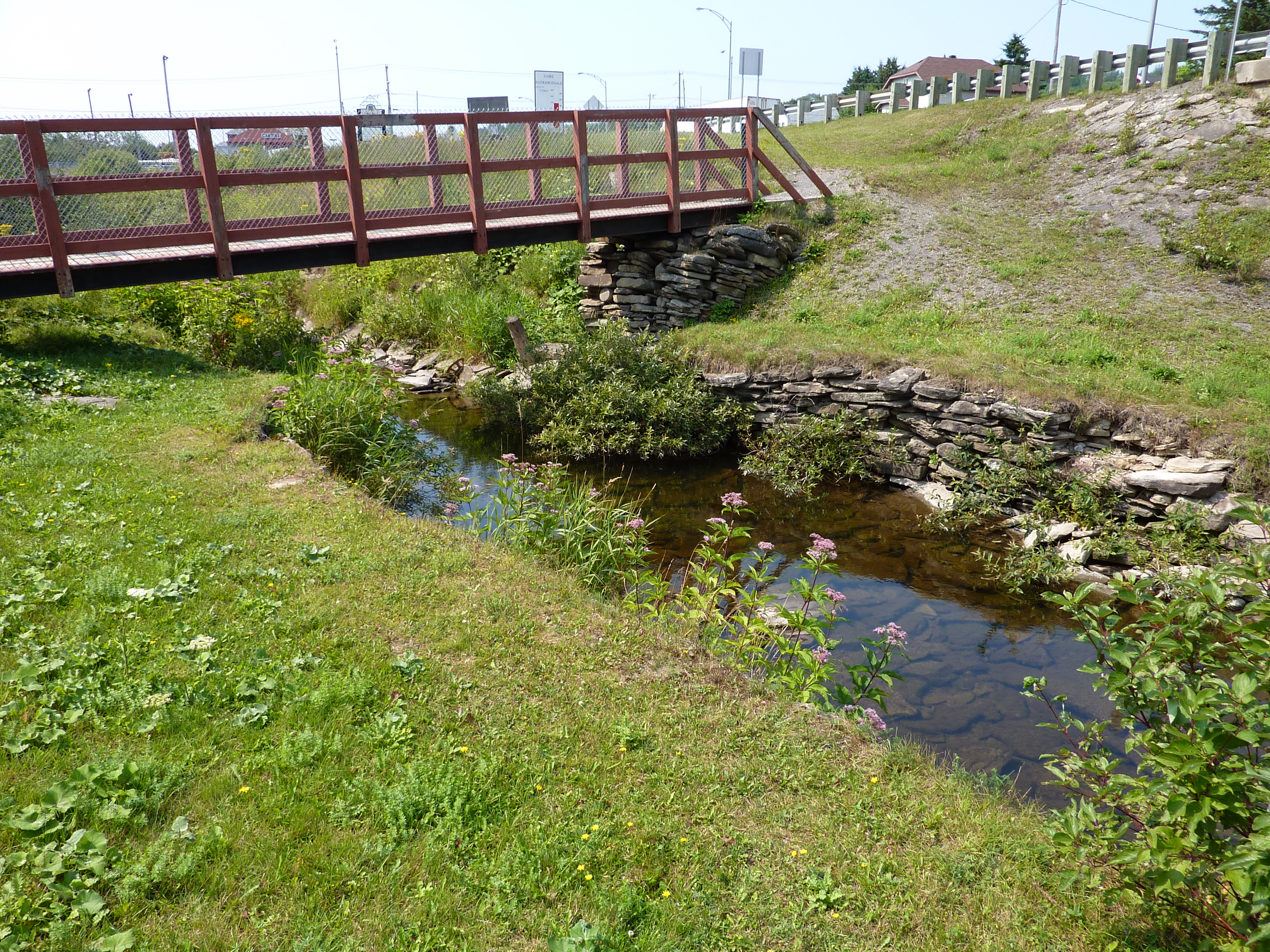
Rivière Sayabec

#### Géologie

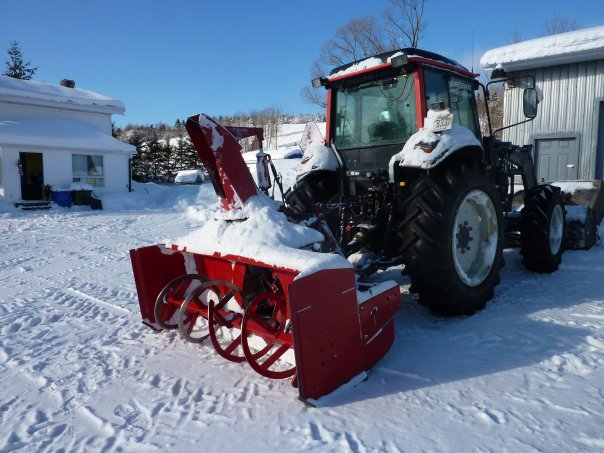
Souffleuse utilisée pour déblayer la neige des entrées.

Le socle rocheux de Sayabec a été formé lors de l'orogenèse des Appalaches. Le Nord de la municipalité s'est constitué pendant l'orogenèse taconienne au Silurien. Les roches sont composées de mudrock, de calcaire, de schiste, de grès et de conglomérat qui date du Cambrien et de l'Ordovicien. Quant au Sud de la municipalité, il a été formé lors de l'orogenèse acadienne au Dévonien. Il est composé de mudrock, de grès fin, de calcaire fossilifère et récifal, d'argilite, de grès quarztique et de basalte datant du Silurien et du Dévonien inférieur. Cet environnement a subi une érosion, dont la glaciation du Wisconsin, qui a laissé de nombreux dépôts glaciaires.

#### Climat
À Sayabec, le climat est tempéré. Le fait d'être entouré des monts Chic-Chocs crée un climat bien particulier à la région : un hiver long et très neigeux, et un été humide et chaud. Les températures maximale et minimale furent respectivement 34 °C et −41 °C entre 2001 et 2010. Le record de chaleur est survenu le 27 juin 2003 tandis que le record de froid date du 18 janvier 2009.
| Mois                     | Janvier | Février | Mars | Avril | Mai   | Juin | Juillet | Août | Septembre | Octobre | Novembre | Décembre |
| ------------------------ | ------- | ------- | ---- | ----- | ----- | ---- | ------- | ---- | --------- | ------- | -------- | -------- |
| Température moyenne (°C) | -14,7   | -12,9   | -6,5 | 0,8   | 8,3   | 14,1 | 16,9    | 15,6 | 10,2      | 4,3     | -2,7     | -10,8    |
| Record maximum (°C)      | 11      | 14      | 18   | 27,5  | 32    | 32   | 34      | 32   | 31        | 25      | 19       | 10,5     |
| Record minimum (°C)      | -42     | -40     | -40  | -31   | -10,6 | -5   | 0       | -2   | -6        | -14,5   | -30      | -36      |

| Mois                           | Janvier | Février | Mars | Avril | Mai | Juin | Juillet | Août | Septembre | Octobre | Novembre | Décembre |
| ------------------------------ | ------- | ------- | ---- | ----- | --- | ---- | ------- | ---- | --------- | ------- | -------- | -------- |
| Chutes de pluie (mm)           | 22      | 8       | 22   | 48    | 89  | 91   | 116     | 105  | 91        | 86      | 52       | 23       |
| Chutes de neige (cm)           | 83      | 67      | 65   | 34    | 4   | 0    | 0       | 0    | 0         | 8       | 52       | 84       |
| Moyenne de neige au sol (cm)   | 35      | 46      | 45   | 18    | 0   | 0    | 0       | 0    | 0         | 0       | 7        | 20       |
| Record quotidien de pluie (mm) | 51      | 19      | 23   | 35    | 45  | 46   | 77      | 84   | 77        | 44      | 51       | 44       |
| Record quotidien de neige (cm) | 40      | 39      | 61   | 38    | 23  | 0    | 0       | 0    | 1         | 17      | 39       | 35       |
| Record de neige au sol (cm)    | 86      | 98      | 159  | 110   | 20  | 0    | 0       | 0    | 0         | 30      | 56       | 80       |

#### Démographie
| 1901 | 1911  | 1921  | 1931  | 1941  | 1951  | 1961  | 1971  |
| ---- | ----- | ----- | ----- | ----- | ----- | ----- | ----- |
| 965  | 2 208 | 3 216 | 3 221 | 3 160 | 3 313 | 3 147 | 2 355 |

| 1981  | 1991  | 1996  | 2001  | 2006  | 2011  | 2016  | 2021  |
| ----- | ----- | ----- | ----- | ----- | ----- | ----- | ----- |
| 2 173 | 2 088 | 2 069 | 1 999 | 1 953 | 1 864 | 1 831 | 1 706 |

Distribution de l'âge en 2006

Selon Statistique Canada, la population de Sayabec en 2011 était de 1 864 habitants occupant surtout la portion sud du territoire municipal,. La tendance démographique des dernières années est à la décroissance, suivant en cela celle de l'Est du Québec. En 2006, la population était de 1 953 habitants, ce qui correspond à une baisse de 4,6 % en cinq ans. Ce phénomène est surtout attribuable à l'exode des jeunes vers les centres urbains, au manque de diversification de l'activité économique et au déclin des principaux secteurs économiques traditionnels que sont l'agriculture et l'industrie forestière. L'âge médian de la population sayabécoise est de 43 ans.

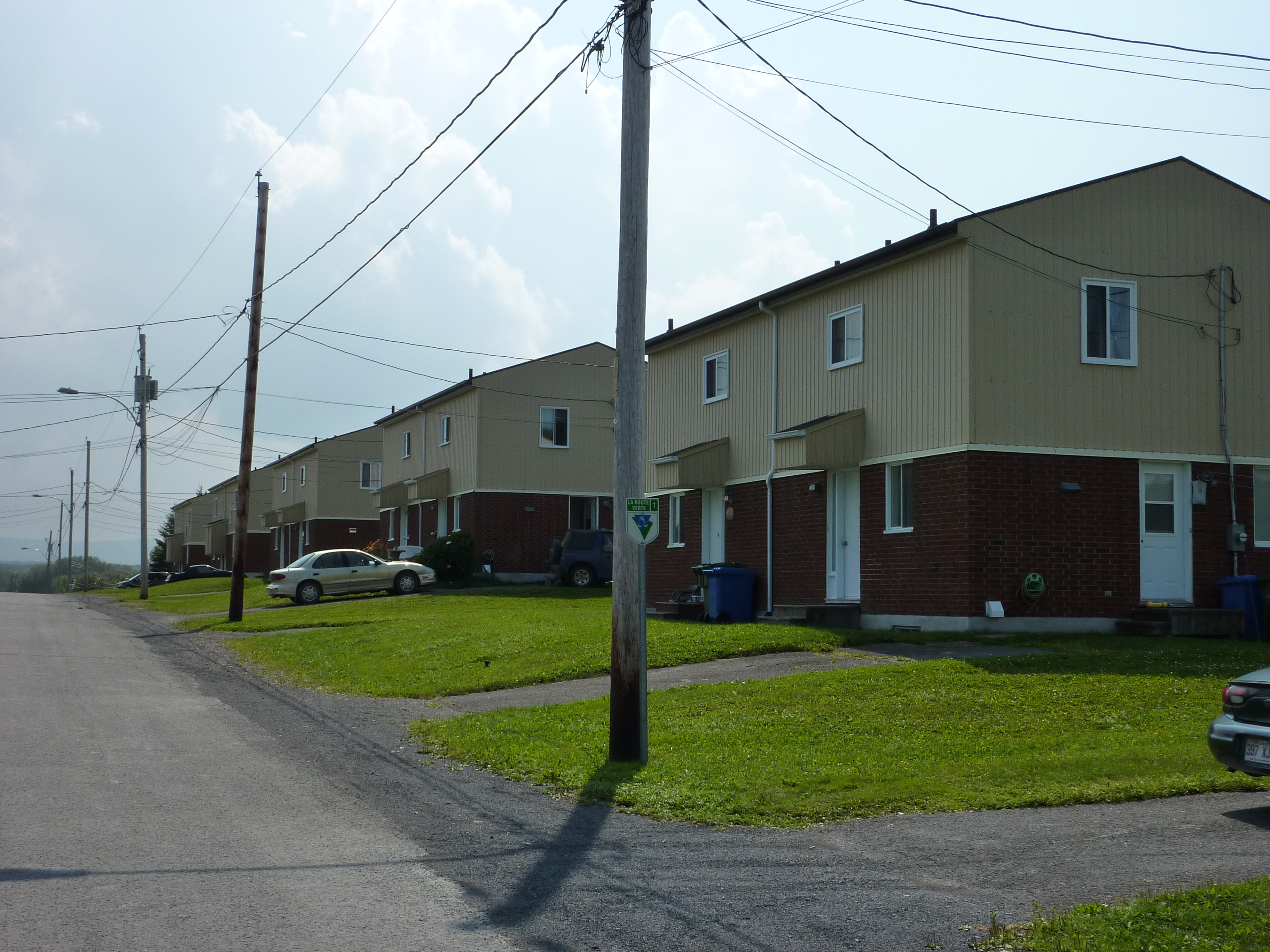
HLM dans la rue Pierre-Brochu

Le nombre total de logements privés est de 879. Toutefois, seulement 783 de ces logements sont occupés par des résidents habituels. La majorité des logements de Sayabec sont des maisons individuelles,.
Statistique Canada ne recense aucun immigrant à Sayabec. La quasi-totalité de la population a le français pour langue maternelle ; une dizaine de Sayabécois ont une autre langue que le français et l'anglais comme langue maternelle ; 9 % de la population maîtrise l'anglais. Cependant, il y a déjà eu des anglophones résidant à Sayabec. En effet, ils étaient venus de Métis et de la Gaspésie pour travailler à la compagnie John Fenderson. Ils avaient une école anglaise et un lieu de culte de l'Église unie du Canada appelé « la mitaine ». Ce lieu de culte était une maison construite au début des années 1900, mais qui cessa d'être utilisée en 1945 lorsque les offices religieux furent dorénavant donnés dans un bureau à l'arrière du magasin de la compagnie ; « la mitaine » est maintenant démolie.
Le taux de chômage dans le village était de 16,8 % en 2006. Le revenu médian des Sayabécois était de 14 902 $ et 20,7 % de la population adulte avait un revenu faible avant impôt en 2005.
Quelque 35 % de la population de Sayabec âgée de plus de 15 ans n'a pas de diplôme, 21 % n'a qu'un diplôme d'études secondaires ou professionnelles et 5 % un diplôme de niveau universitaire. Les deux principaux domaines d'études des Sayabécois sont « le commerce, la gestion ou l'administration publique » et « le génie, l'architecture et les services similaires. » Tous les diplômés sayabécois ont effectué leurs études au Canada.
| Célibataire | Marié | Séparé | Veuf  |
| ----------- | ----- | ------ | ----- |
| 45 %        | 36 %  | 10,5 % | 1,3 % |

#### Transports

Carte du centre de la municipalité de Sayabec

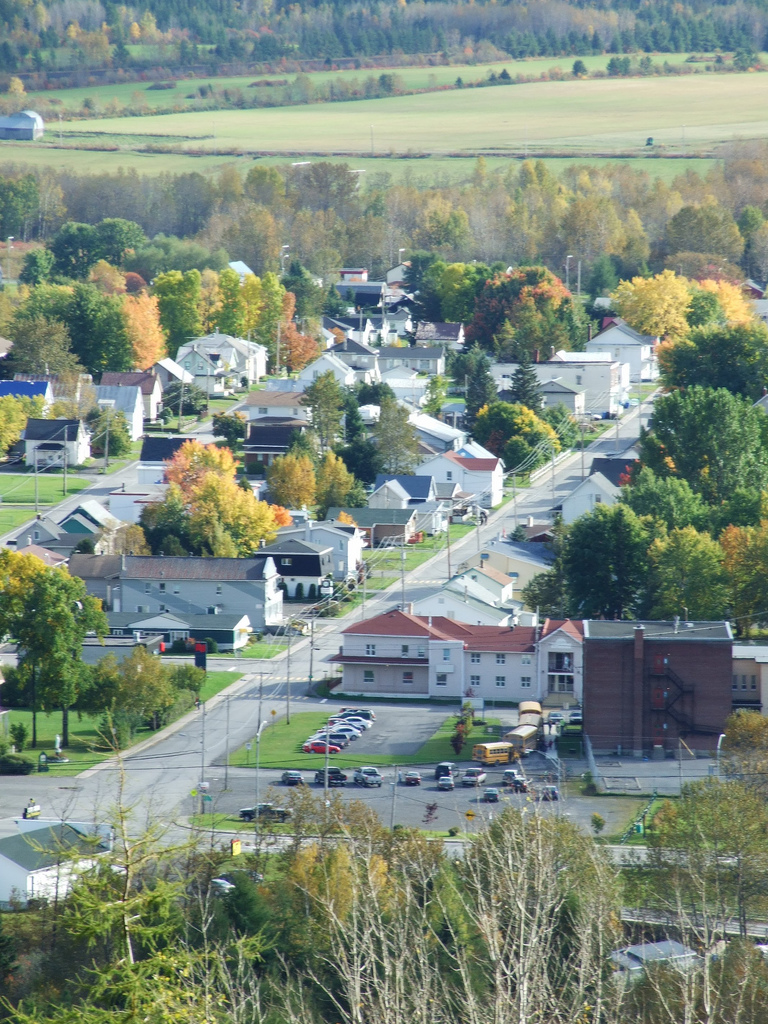
Rue de l'Église

La municipalité de Sayabec est située sur l'axe de communications principal du Bas-Saint-Laurent et de la Gaspésie qui comprend la route 132 et le chemin de fer de la Matapédia et du Golfe entre Mont-Joli et Amqui. Il y a deux trains de voyageurs exploités par VIA Rail, Le Chaleur et L'Océan, qui sont souvent attachés ensemble à cette hauteur et qui font une halte à Sayabec sur demande à un passage à niveau,,. Les autocars interurbains de la société Orléans Express desservent Sayabec pour les liaisons empruntant la route 132 en direction de Rimouski et de Matapédia. L'aéroport régional de Mont-Joli est situé à 47 km au nord-ouest de Sayabec.
Sayabec a été le premier village du Québec à se doter de chaussées en macadam dès 1910, avant l'arrivée de l'asphalte sur le marché. Les noms de rue à Sayabec portent pour la plupart des noms de familles ou de personnalités qui ont marqué l'histoire du village. Les habitations de Sayabec ont un numéro d'immeuble depuis 1967 dans le village et depuis 1986 dans la paroisse. Les travaux de construction du pont de la rivière Saint-Pierre débutèrent le 1er juillet 1896. Le pont qui traverse la rivière Sayabec fut construit en 1872 et refait en juillet 1943. Sayabec avait un pont couvert sur la route menant à Saint-Cléophas. Il fut réparé en 1943 et repavé en 1945, mais il fut remplacé par un pont en béton en 1959, avant que la sauvegarde du patrimoine ne soit une préoccupation.

## Histoire

### Développement de la région

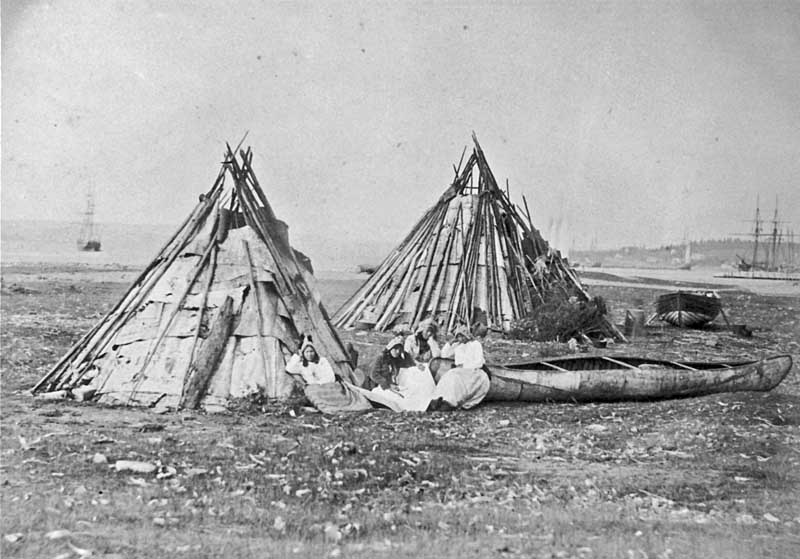
Camp micmac, photographie de Paul-Émile Miot de 1857

La région est fréquentée avant le XVIIe siècle, puisque la nation amérindienne des Micmacs habite déjà la vallée de la Matapédia à l'arrivée des premiers colons. En 1694, la seigneurie du lac Madapequia est concédée à Charles-Nicolas-Joseph D'Amours par le gouverneur de la Nouvelle-France, le comte de Frontenac. Cependant, malgré les lois de l'époque, ce propriétaire ne vient ni habiter ni exploiter le territoire et ne cède pas officiellement la seigneurie. C'est la construction du chemin Kempt, de 1830 à 1832, et du chemin Matapédia, de 1847 à 1862, qui permet la colonisation de la vallée de la Matapédia. Ensuite, le chemin de fer de l'Intercolonial, construit de 1870 à 1872, est un catalyseur important favorisant l'établissement de l'industrie forestière dans la vallée,.

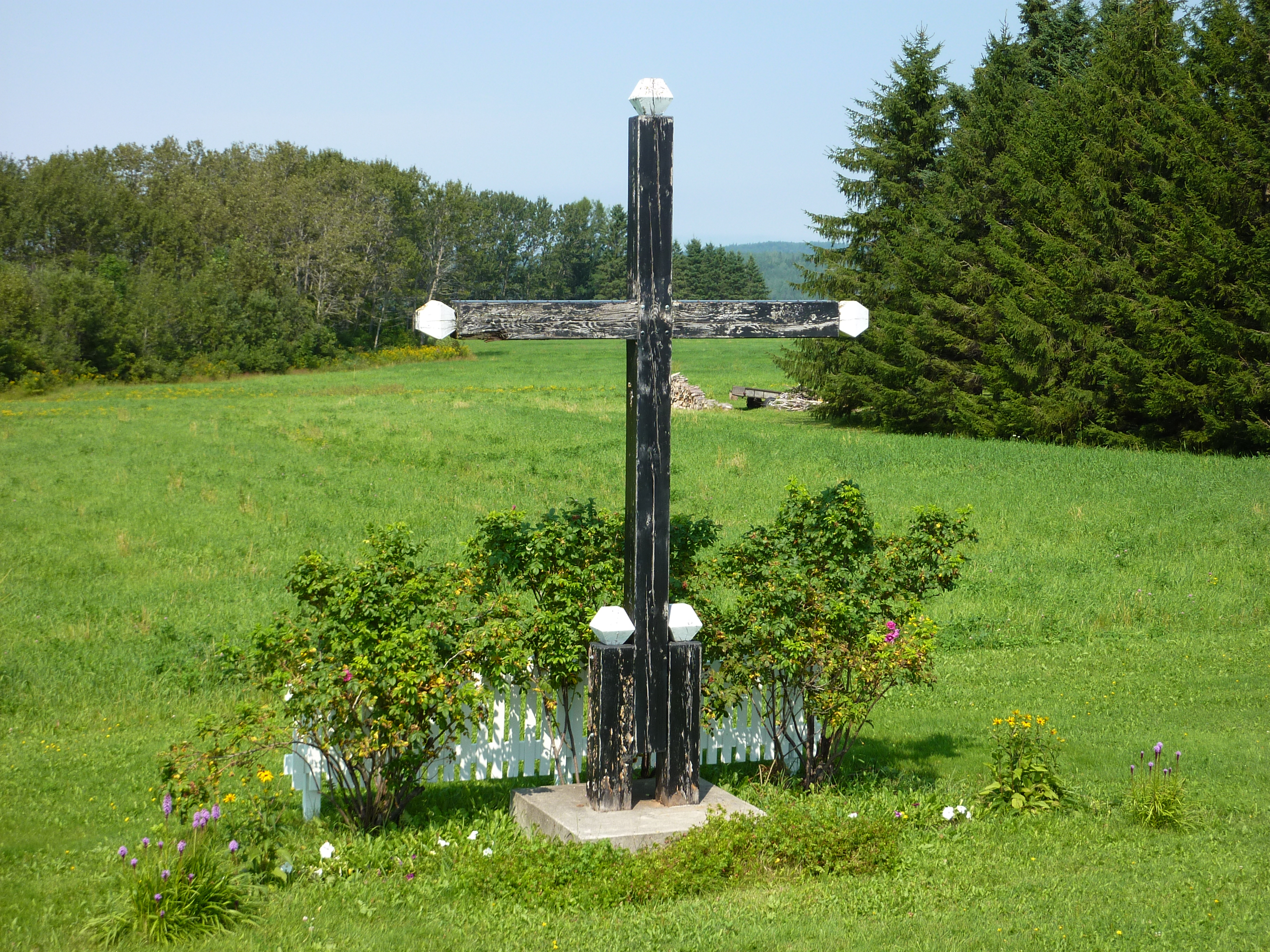
Croix de chemin érigée en 1875 par Marcelline Brochu, épouse de Pierre Brochu

Le premier habitant de la vallée de la Matapédia, Pierre Brochu (1795-1871), natif de Saint-Vallier de Bellechasse, s'installe à la pointe du lac Matapédia en 1833. En effet, à la suite de la mort de plusieurs voyageurs, le Parlement du Canada demande l'installation de quatre postes avec gardien le long du chemin Kempt pour dispenser des secours en cas de besoin et assurer l'hébergement des voyageurs et des postillons. Pierre Brochu remplit cette fonction de gardien au poste situé à la tête du lac Matapédia de 1833 jusqu'à sa mort en 1871. Vers 1850, Pierre Brochu installe un moulin à bois à la tête du lac Matapédia. Après son décès, sa seconde épouse, Marcelline Dumas, continue la culture de la terre à cet endroit pendant huit ans.
Même si le premier colon s'établit aussi tôt qu'en 1833, il faut attendre l'implantation de la compagnie John Fenderson vers la fin du XIXe siècle pour voir la venue de colons à Sayabec. À partir de ce moment, davantage de colons venant principalement des comtés de Rimouski et de Matane déménagent à Sayabec pour travailler aux moulins ou pour défricher les terres. Dès lors, la vocation forestière de Sayabec est établie et plus de gens viennent pour travailler aux moulins que pour s'établir en tant que fermiers. En 1888, Martin Lebel construit une petite usine entre la rivière Saint-Pierre et le chemin de fer où sept moulins à bardeaux sont aménagés. L'année suivante, Shell McPherson achète ce moulin et le fait fonctionner jour et nuit. En 1896, un moulin à bardeaux est construit par un dénommé Morneau près du lac Malcolm.
Les Fenderson sont les premiers véritables industriels de la vallée. Ils achètent le moulin à bardeaux de McPherson en 1896,. Ce moulin est détruit par les flammes un an plus tard ; ce qui pousse John Fenderson à faire bâtir une usine de sciage pour le bois de marchand et les bardeaux ainsi que des aménagements pour la préparation du bois de finition. Finalement, il achète la seigneurie du lac Matapédia en 1910 ainsi que le moulin de Val-Brillant,. Le moulin pour le bois de sciage est fermé en 1918 et démoli en 1922, mais le moulin servant à la préparation du bois continue de fonctionner à temps plein. Environ 80 % des produits sont exportés aux États-Unis. En 1922, un moulin pour la préparation du bois franc en bois de plancher est aménagé par John Fenderson & Company. À l'époque, c'est l'établissement le plus important de tout l'Est du Québec, employant plus de 400 personnes. Les industries de John Fenderson & Company sont vendues à la Compagnie John Fenderson Lumber Limited et par la suite à Domaine Seigneurial avant d'être fermées définitivement en 1952.

### Développement de la municipalité
La municipalité est constituée officiellement le 18 février 1887, d'abord comme municipalité scolaire plutôt que municipalité de paroisse, à l'inverse de la coutume au Québec tant l'éducation est importante pour les colons de la région. La première école est bâtie en 1892. Pour la construction de cette école, chaque Sayabécois doit fournir 24 pieds (7 m) de cèdre équarri de 8 pieds (2,5 m) par arpent (3 419 m2) de terre qu'il possède.

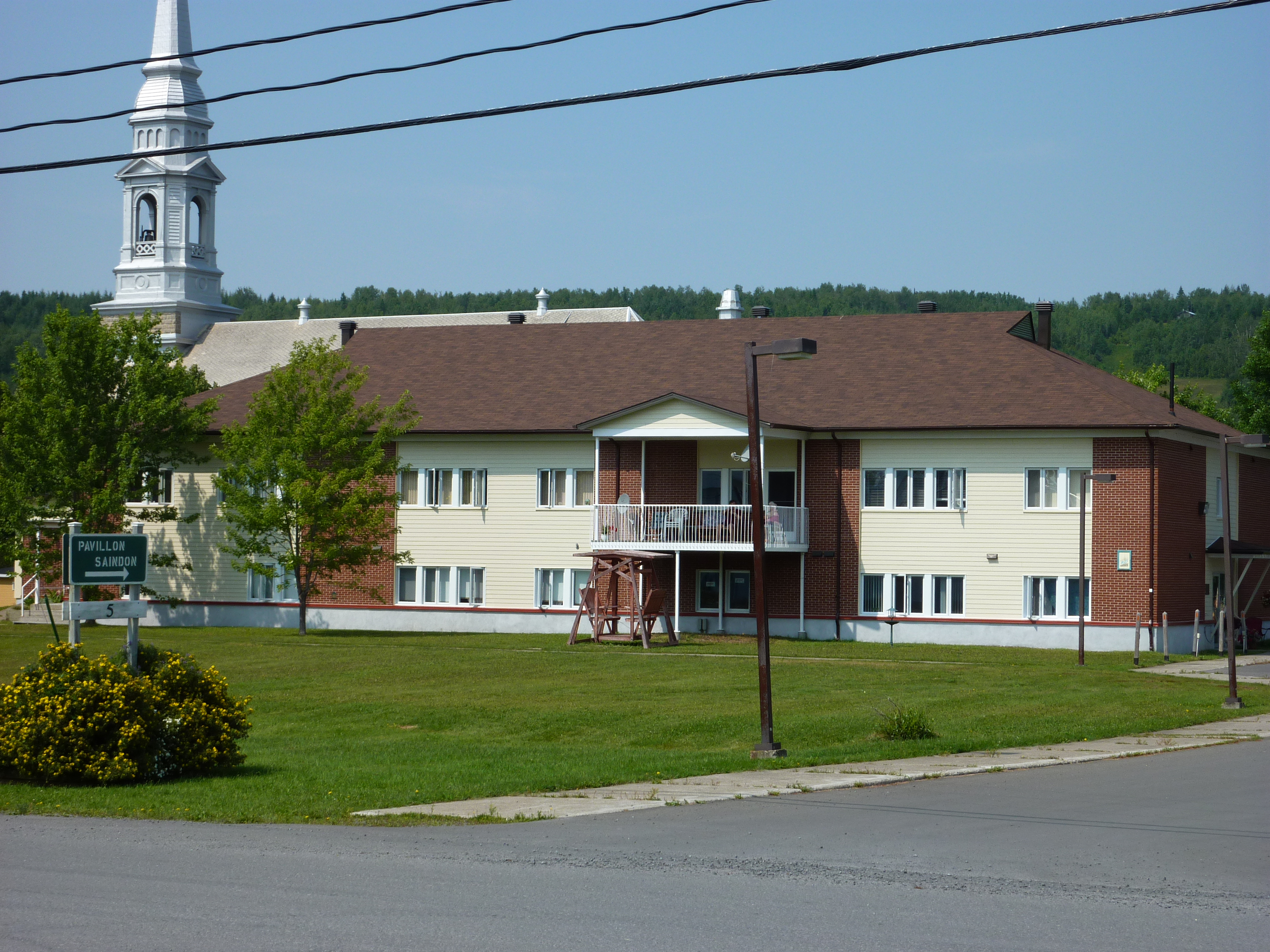
Pavillon Saindon

En 1890, une mission catholique est établie sous le nom de Sainte-Marie de Sayabec. La paroisse catholique est érigée canoniquement le 29 novembre 1894 et la municipalité de paroisse est constituée officiellement le 1er avril 1895 sous le même nom que la mission fondée cinq ans auparavant,. Une résolution du conseil municipal, adoptée à l'unanimité le 20 mai 1895, stipule que le français est la seule langue utilisée pour les débats et les affaires municipales. Le développement de Sayabec va bon train et voit l'installation d'un moulin à scie et de planage en 1900 par Charles Pearson, la construction de son premier aqueduc en 1903 par Théophile Fournier, l'établissement de la caisse populaire par le curé Joseph-Cléophas Saindon en 1907, et la construction des trottoirs en madriers en 1908. Le 28 août 1908, un important incendie éclate dans une grange et détruit plusieurs habitations et établissements commerciaux. Le téléphone est installé à Sayabec avant l'électricité. En effet, en 1908, la première centrale téléphonique est mise en service chez Philippe Poitras. Sayabec devient le premier village de la province de Québec à se doter de chemins en macadam lorsqu'on applique un revêtement sur la route de l'Église en 1910. Le 8 juin 1912, le revêtement de macadam du grand chemin Matapédia, alors connu sous le nom de chemin Militaire, est entrepris sous la supervision de Théophile Lévesque et terminé le 1er octobre 1917. En 1911, Ernest-Olivier Dufault loue deux arpents (6 838 m2) de terrain à l'est de la gare et au sud du chemin de fer à Alphonse Rioux afin d'y construire un moulin à scie qui emploie une quinzaine de personnes. La même année, une centrale hydroélectrique est aménagée par la Compagnie électrique d'Amqui en aval du lac Matapédia, afin de fournir de l'électricité aux municipalités d'Amqui, de Sayabec et de Val-Brillant, ce qui permet d'installer l'éclairage électrique des rues de Sayabec en 1914 grâce à 54 lampes de rue. La Compagnie électrique d'Amqui conserve l'exclusivité de la construction et de l'entretien du réseau électrique pour une période de 25 ans à la condition de s'engager à fournir l'éclairage des rues à partir d'une heure avant le coucher du soleil jusqu'à une heure après le coucher du soleil. En 1922, La Compagnie de Pouvoir du Bas-Saint-Laurent de l'homme d'affaires Jules-A. Brillant, rachète la Compagnie électrique d'Amqui et devient le distributeur d'électricité de la région jusqu'à la nationalisation des compagnies d'électricité privées, en 1963.

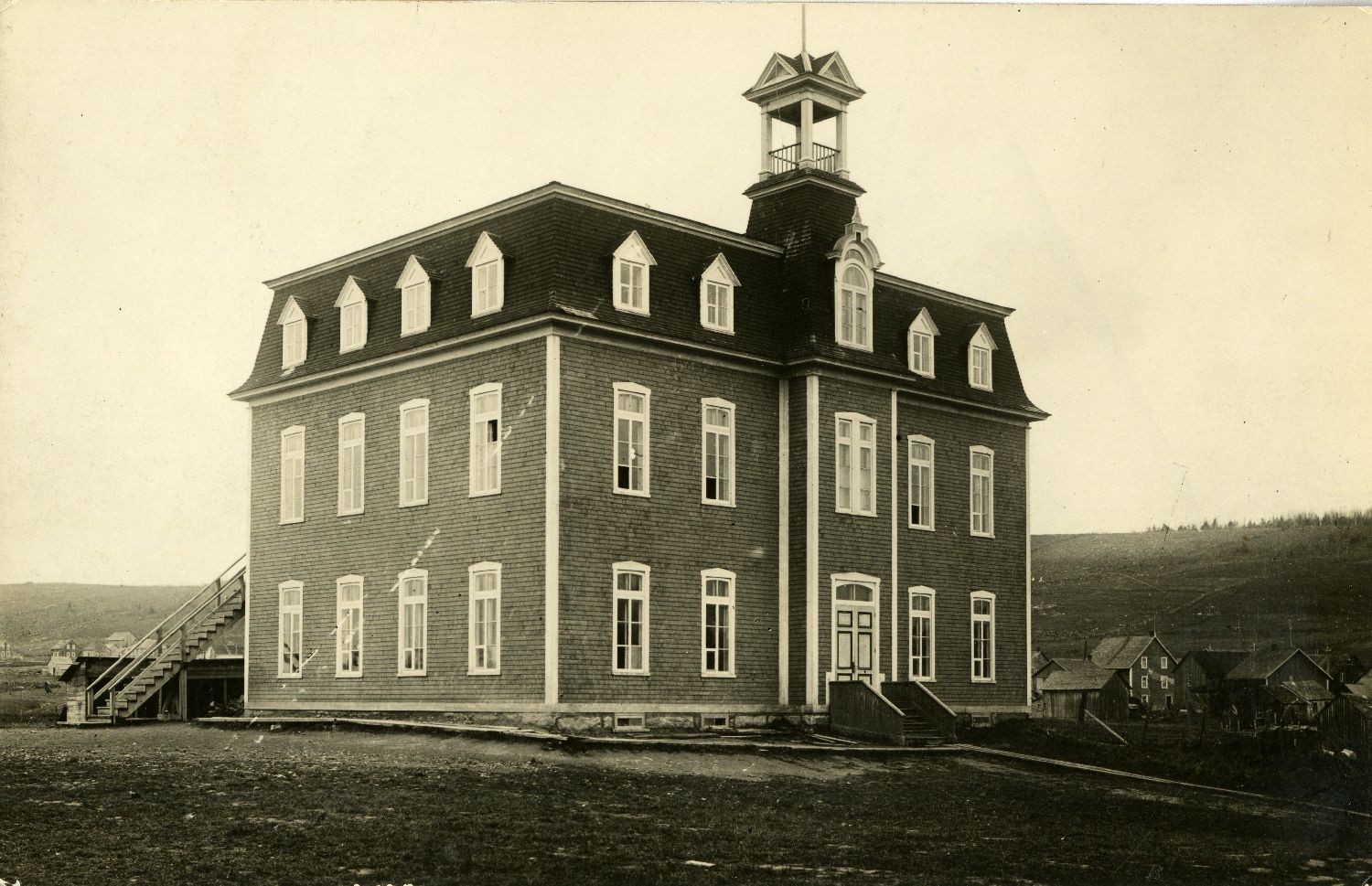
Collège des garçons de Sayabec en 1913

En 1912, le village voit l'ouverture de la gare ferroviaire. Le 28 mars 1917, la municipalité se scinde en deux lorsque la municipalité de village de Saindon se détache de la municipalité de paroisse de Sainte-Marie de Sayabec. Le village est ainsi nommé en l'honneur du premier curé, le chanoine Joseph-Cléophas Saindon. Le 19 mai 1921, le village est à nouveau divisé lorsque la municipalité de paroisse de Saint-Cléophas est fondée. Encore une fois, le nom donné à cette paroisse est en l'honneur du curé Saindon. La même journée, une conflagration rase une partie des bâtisses sur le chemin de la gare. En 1927, c'est au tour de Sainte-Paula, aujourd'hui Sainte-Paule, qui était jusqu'alors une mission de la paroisse catholique de Sayabec, de se détacher pour former une municipalité à part entière. Dans les années 1920, le village compte plus de 500 familles. C'est durant ces années que le système d'aqueduc et d'égouts est amélioré et complété. Le 18 février 1929, la foudre détruit l'église; elle est reconstruite en 1931. Les trottoirs de madriers sont progressivement remplacés par des trottoirs en béton à partir de 1932. En mai 1941, un corps d'agents de la paix est constitué afin de veiller à l'ordre public.
En 1942, les Sayabécois adoptent une position ferme contre la conscription. Du 23 au 30 juin 1946, les Sayabécois célèbrent le 50e anniversaire de leur paroisse et un livre souvenir est édité. Au début des années 1950, Sayabec compte en tout neuf écoles. En 1951, le village de Saindon adopte le nom de Sayabec. Le premier indicatif téléphonique attribué à Sayabec est le « 748 », mais en 1969, l'indicatif actuel de « 536 » est assigné à Sayabec et à Saint-Cléophas. Le 30 janvier 1973, un incendie se déclare dans l'ancienne cordonnerie et détruit entre autres sept habitations familiales. Un bureau de la Police provinciale du Québec est ouvert à Sayabec le 6 mars 1962. Celui-ci est fermé le 30 avril 1963. Le 5 janvier 1976, les bureaux de la municipalité de Sayabec sont installés dans l'hôtel de ville actuel, ancienne résidence des Filles de Jésus achetée par la commission scolaire régionale de la Matapédia. La municipalité de village de Sayabec ainsi que la municipalité de paroisse de Sainte-Marie de Sayabec se regroupent le 24 décembre 1982 sous le nom de Sayabec, par suite d'un référendum tenu le 7 octobre 1981. En effet, un comité avait été formé le 12 septembre 1981 afin de promouvoir la fusion des deux municipalités.
Le développement de Sayabec se poursuit avec la construction de huit habitations à loyer modique (HLM) familiales en duplex sur la rue Pierre-Brochu qui porte alors le nom de rue des HLM, en 1968, grâce à un programme de la Société d'habitation du Québec, d'un édifice à onze logements pour personnes âgées nommé « Pavillon Chanoine Saindon », situé sur la rue Keable en 1984, et d'un second immeuble de onze logements pour personnes âgées voisin du premier nommé « Appartements J.-A. Ross » en 1990. Ces logements sont gérés par l'Office municipal d'habitation de Sayabec. Par suite d'un décret gouvernemental du 1er juillet 1986, Sayabec doit fermer son dépotoir municipal à ciel ouvert aménagé en 1951. Les déchets de Sayabec sont par la suite transportés au lieu d'enfouissement régional d'Amqui. Hydro-Québec installe un nouveau poste de distribution d'électricité à l'est de la route Rioux en 1988. Le 20 février 1987, la municipalité achète un entrepôt sur la rue Marcheterre pour y établir son garage municipal, destiné à l'usage des véhicules de la protection des incendies et de la machinerie municipale.

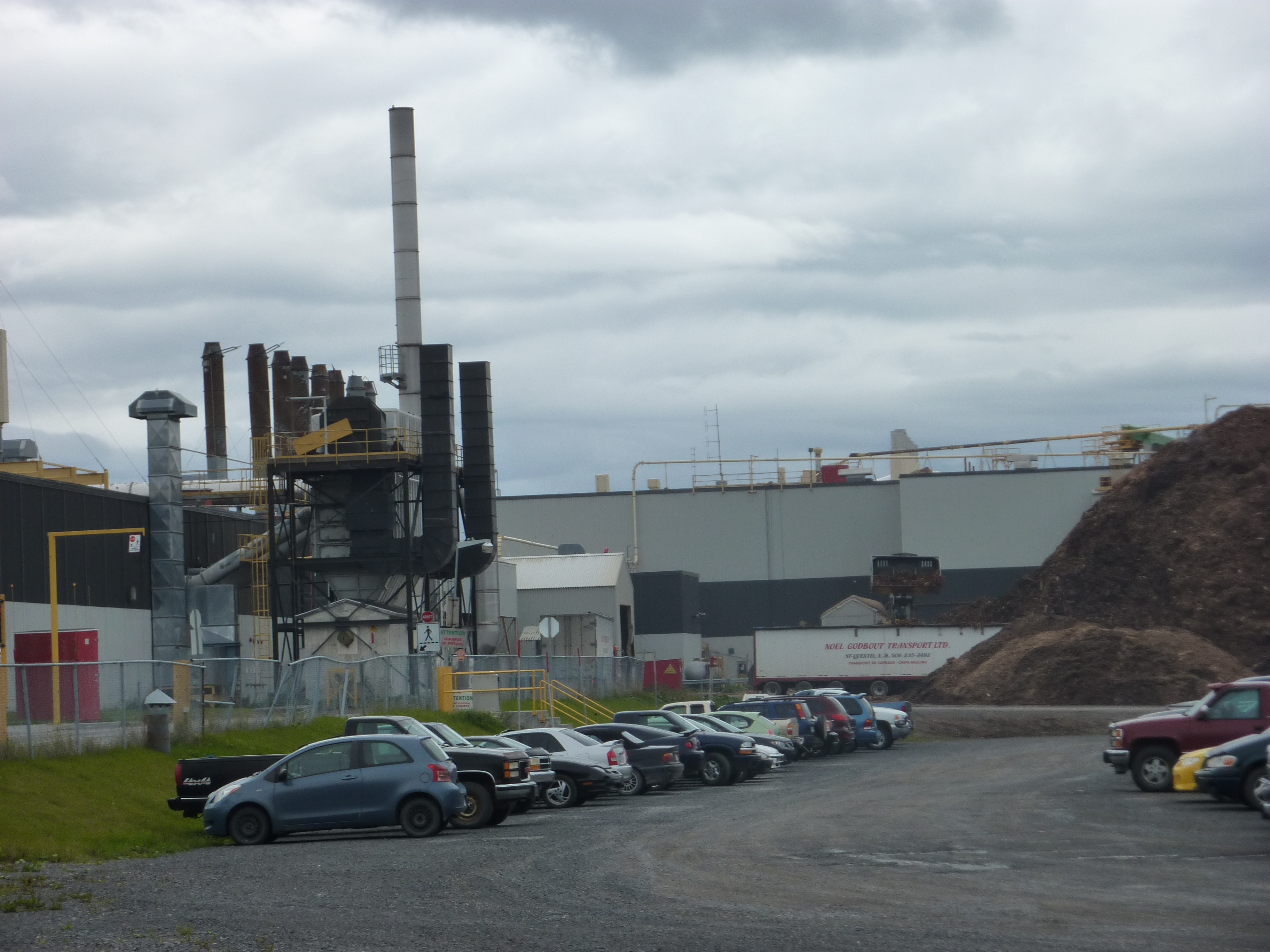
Uniboard Canada Division Sayabec, communément appelée Panval, la plus grosse industrie de la vallée

Le 19 février 1981, on annonce officiellement l'implantation de l'usine de panneaux-meubles. Le 20 août suivant, le premier ministre du Québec René Lévesque vient à Sayabec. En fait, la société d'État québécoise Rexfor et la firme allemande Kunz deviennent les deux principaux actionnaires de cette usine nommée les « Panneaux de la Vallée » abrégée en Panval. Une messe d'action de grâce est célébrée le 5 décembre 1982 afin de souligner la mise en marche de l'usine Panval. Le docteur Kunz lui-même est présent à cette messe et il déclare que cette célébration religieuse était unique à travers toutes les usines de sa compagnie à travers le monde. En 1987, l'usine Panval est agrandie avec l'ajout d'une troisième presse à stratifier et devient ainsi le plus grand producteur de panneaux stratifiés de l'Amérique du Nord. En 1989, elle emploie 425 personnes à temps plein et occupe une superficie de 62 700 m2 ; plus de 1 000 camions par mois desservent l'usine. Cependant, l'ALENA eut un impact négatif sur la production de Panval et son effectif fut réduit à 225 employés. Cette usine fait maintenant partie de la compagnie Uniboard Canada et est la plus importante industrie de la région.

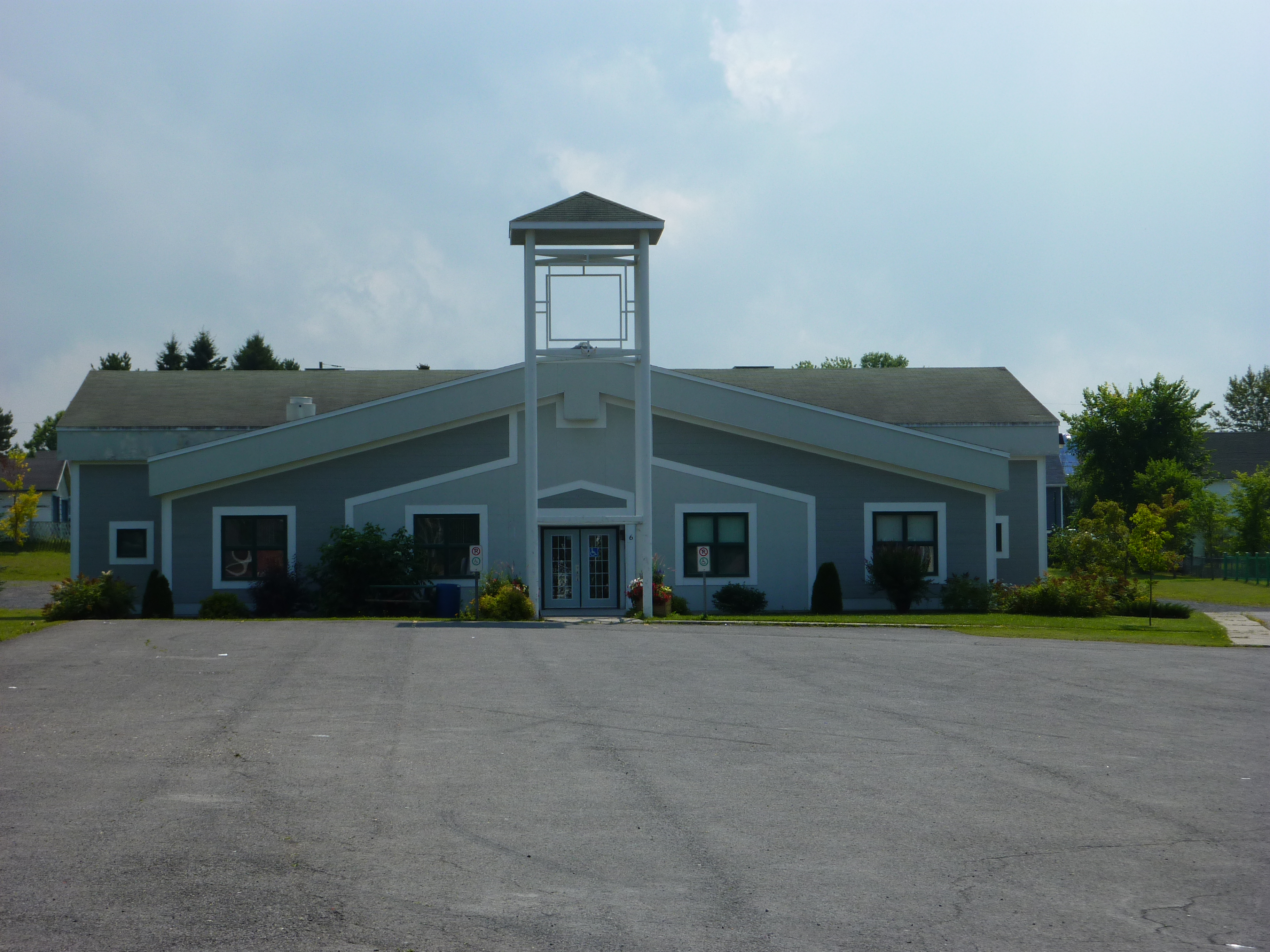
Centre communautaire de Sayabec

Le 19 octobre 1991, on inaugure le centre communautaire construit la même année. En 1994, Sayabec célèbre le centième anniversaire de son érection canonique et un livre souvenir est publié pour l'occasion. Le 28 octobre 2000, la municipalité de Sayabec remet le droit de cité aux Fusiliers du Saint-Laurent.

### Personnages marquants de l'histoire
Pierre Brochu fut le premier habitant de Sayabec (voir paragraphe Histoire ci-dessus pour plus de détails).
Herménégilde Boulay (1861 - 1942) est né à Saint-Donat. Il arriva à Sayabec en 1882 et y fut le chef de gare à partir de 1883 grâce à ses études de la télégraphie. Il fut maire de Sayabec de 1896 à 1897 et député du comté de Rimouski-Matane pour le Parti conservateur de 1911 à 1917. Il mourut à Kedgwick, mais fut inhumé à Sayabec.
Joseph-Cléophas Saindon fut le fondateur de la paroisse et son premier curé de 1896 à 1941 (voir paragraphe Histoire de la paroisse ci-dessous pour plus d'informations).
Théophile Fournier construisit le premier aqueduc de Sayabec en 1903. L'eau provenait du ruisseau Sauvage et la canalisation était faite entièrement de bois, des billots de sapin percés d'un bout à l'autre grâce à un « pouvoir » à cheval. L'aqueduc fut longtemps surnommé « l'aqueduc à Fournier. » On peut encore retrouver aujourd'hui certains tuyaux de cet aqueduc sous terre à Sayabec.
Louis-Philippe Joubert naquit à Sainte-Flavie le 14 novembre 1867 où il demeura jusqu'en 1900 avant de s'établir à Sayabec comme marchand dans le magasin général. Après avoir bien établi son commerce, il entreprit le négoce du bois de construction pour, ensuite, ériger un moulin à bois. En janvier 1916, il achète le moulin d'Ernest-Olivier Dufault et l'exploite jusqu'en 1921 ; l'année suivante, le moulin est démoli pour être relocalisé le long de la route 132. Ce moulin employa 35 personnes et fut fermé à l'automne 1940. Louis-Philippe y fit installer une machine à refendre, une machine à lattes et deux machines à bardeaux. Comme l'aqueduc construit par Théophile Fournier ne desservait que le territoire situé entre le ruisseau Sauvage et l'église, Louis-Philippe fit construire un aqueduc privé en 1907 afin d'alimenter une dizaine de maisons privées d'eau courante. Les tuyaux étaient faits en fer et prenaient leur source dans une montagne voisine. Lors de la fondation de la municipalité de Saindon, Louis-Philippe en devint le premier maire. Il occupa cette fonction de 1917 à 1923 et obtint deux autres mandats entre 1926 et 1937, soit un total de 23 ans à la mairie,. Louis-Philippe fut aussi préfet du comté de La Matapédia de 1927 à 1944,. Le tronçon de la route 132 traversant Sayabec a longtemps porté le nom de « Joubert ». Cependant, à la suite d'une déviation de cette route dans sa partie ouest par rapport à l'église, le boulevard Joubert Ouest est une entité distincte, tandis que le boulevard Joubert Est est la même voie de circulation que la route 132.
Pierre Bélanger fut maire de la municipalité de paroisse de Sainte-Marie de Sayabec de 1914 à 1953. La population sayabécoise a organisé une fête publique pour marquer son 39e anniversaire à la mairie. Lors d'un congrès de l'Union des conseils de comtés à Québec, un hommage lui a été rendu à titre de « doyen des maires de la Province de Québec ».
Jean-Baptiste Bérubé fut le premier meunier de Sayabec et Alfred Lévesque fut un meunier mémorable de Sayabec, car il a travaillé à la meunerie pendant 24 ans.

### Histoire de la paroisse

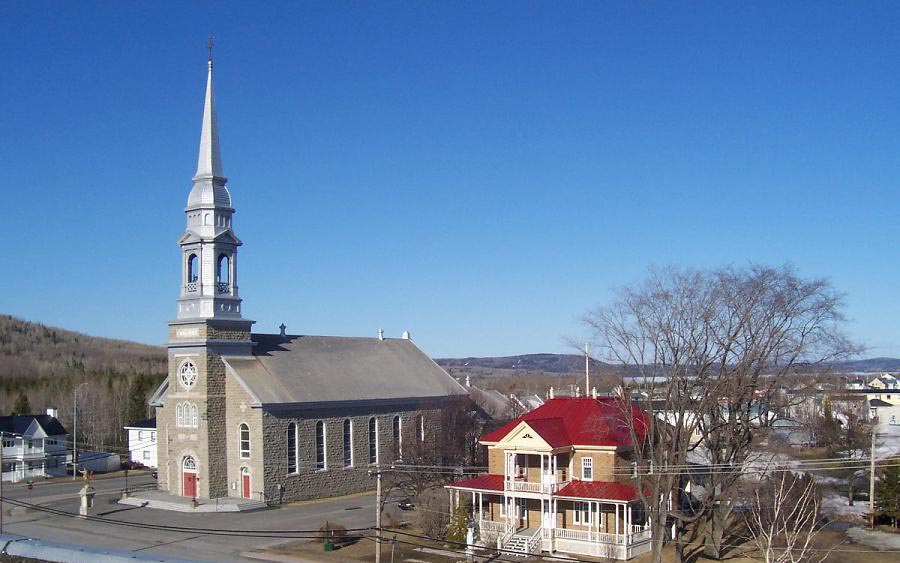
Église Saint-Nom-de-Marie de Sayabec et son presbytère à droite

À l'instar de la majorité des villages québécois, le catholicisme est la principale religion des Sayabécois depuis la fondation du village. En effet, la religion catholique a longtemps été au cœur de la vie quotidienne des Sayabécois. Le premier desservant de Sayabec fut le curé de Saint-Moïse de l'époque, P.-E. Chouinard. Il vint célébrer la messe une fois par mois et sur semaine à Sayabec jusqu'en 1894. La paroisse catholique de Sayabec se nomme Saint-Nom-de-Marie-de-Sayabec en l'honneur de Marie, la Sainte Vierge. En fait, la paroisse de Sayabec est la seule de la vallée de la Matapédia à être dédiée à la Sainte Vierge. La mission Sainte-Marie de Sayabec fut érigée en 1885. La première chapelle de Sayabec fut construite sur le huitième lot du rang B ; elle mesurait 45 pieds (13,5 m) de long par 30 pieds (9 m) de large, et avait une hauteur de 18 pieds (5,5 m). Le 1er septembre 1893, l'archevêque André-Albert Blais bénit une cloche baptisée Marie-Léon-André-Albert-Pierre pour la chapelle de Sayabec. L'érection canonique de la paroisse se fit le 29 novembre 1894. Le premier curé de la paroisse fut l'abbé Joseph-Cléophas Saindon nommé le 2 octobre 1896 ; il occupa cette fonction pendant 45 années,. La première gare ferroviaire ouverte en 1912 s'appela « Saindon » et le village porta également ce nom de 1917 à 1951. Aujourd'hui, une rue a le nom de « Saindon », un immeuble est nommé « Pavillon Chanoine Saindon » et un cimetière est nommé « Cimetière J.-C.-Saindon » à Sayabec. Il faut aussi ajouter que le village voisin ainsi que sa paroisse portent le nom de Saint-Cléophas en son honneur. De plus, on peut retrouver aujourd'hui une croix à l'emplacement de la première chapelle de Sayabec bâtie en 1892. Le 16 octobre 1897, l'archevêque Blais bénit le premier cimetière de Sayabec, situé où se trouve aujourd'hui la rue Keable et il mesurait 200 pieds (61 m) par 172 pieds (52 m). Le 20 juin 1898 commença la construction du premier presbytère ; le curé Saindon y emménagea le 20 décembre 1898.

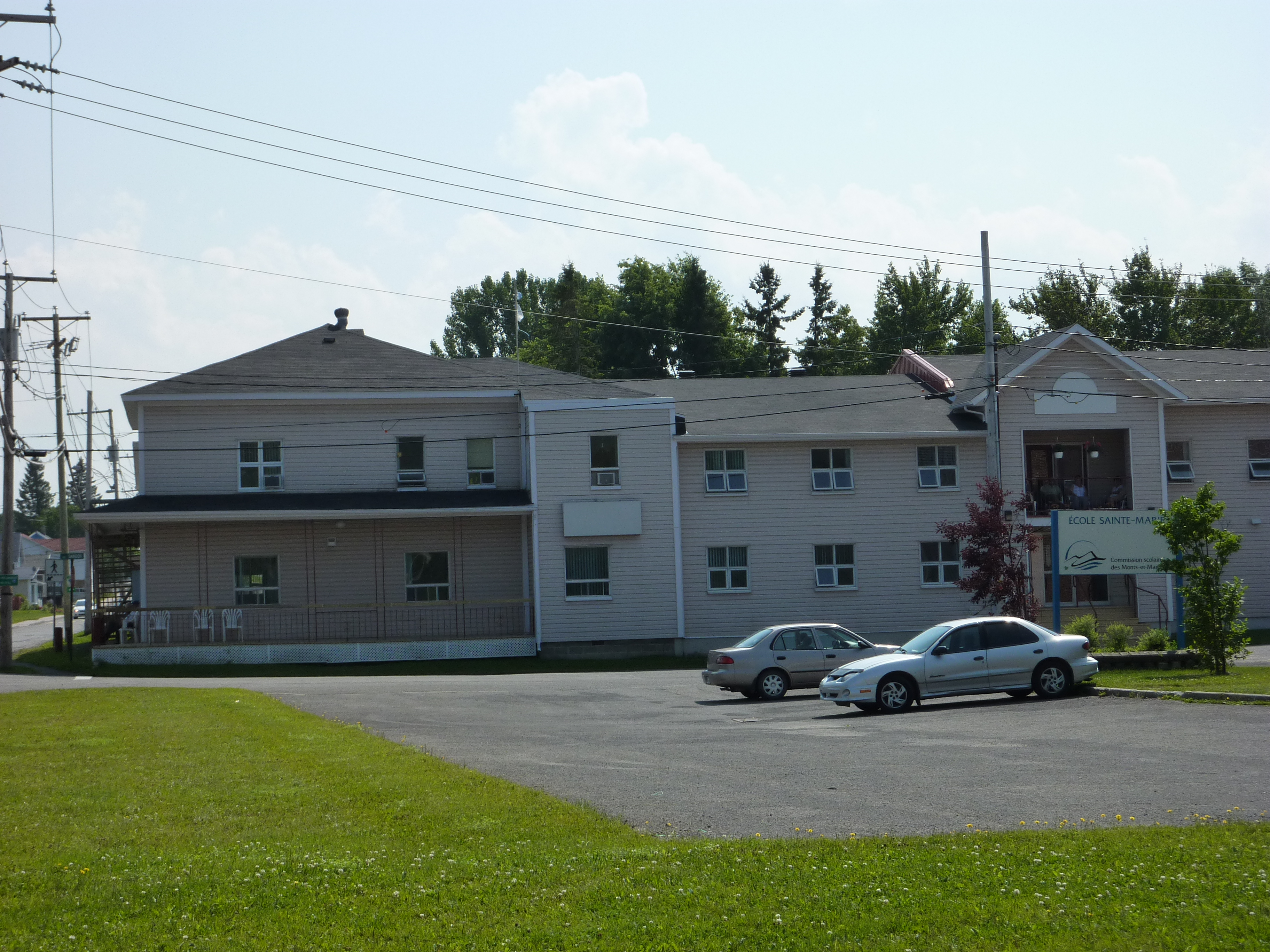
Ancien presbytère, aujourd'hui la résidence Georges Fournier

La construction de la première église en pierre commença en 1903 sous la supervision du curé Saindon. Le 14 décembre 1905, monseigneur Blais procéda à la bénédiction de l'église et de ses trois cloches. Le presbytère actuel fut construit en 1922 à l'emplacement du premier presbytère. Entre-temps, l'établissement qui fut le foyer Ste-Marie, actuellement la résidence Guy Fournier, servait de presbytère. En 1928, faute d'espace, le cimetière fut déménagé sur la route Nationale Est (aujourd'hui le boulevard Joubert Est et la route 132) et béni le 7 juillet 1928 par l'archevêque Georges-Alexandre Courchesne. Également en juillet 1928, monseigneur Courchesne procéda à la première ordination à Sayabec lorsqu'il consacra Damase Bouchard. L'église fut partiellement détruite par un incendie allumé par la foudre le 19 février 1929. L'église actuelle de Sayabec fut construite en 1931 à partir des murs de l'église incendiée. Elle fut bénie le 17 mai 1931.

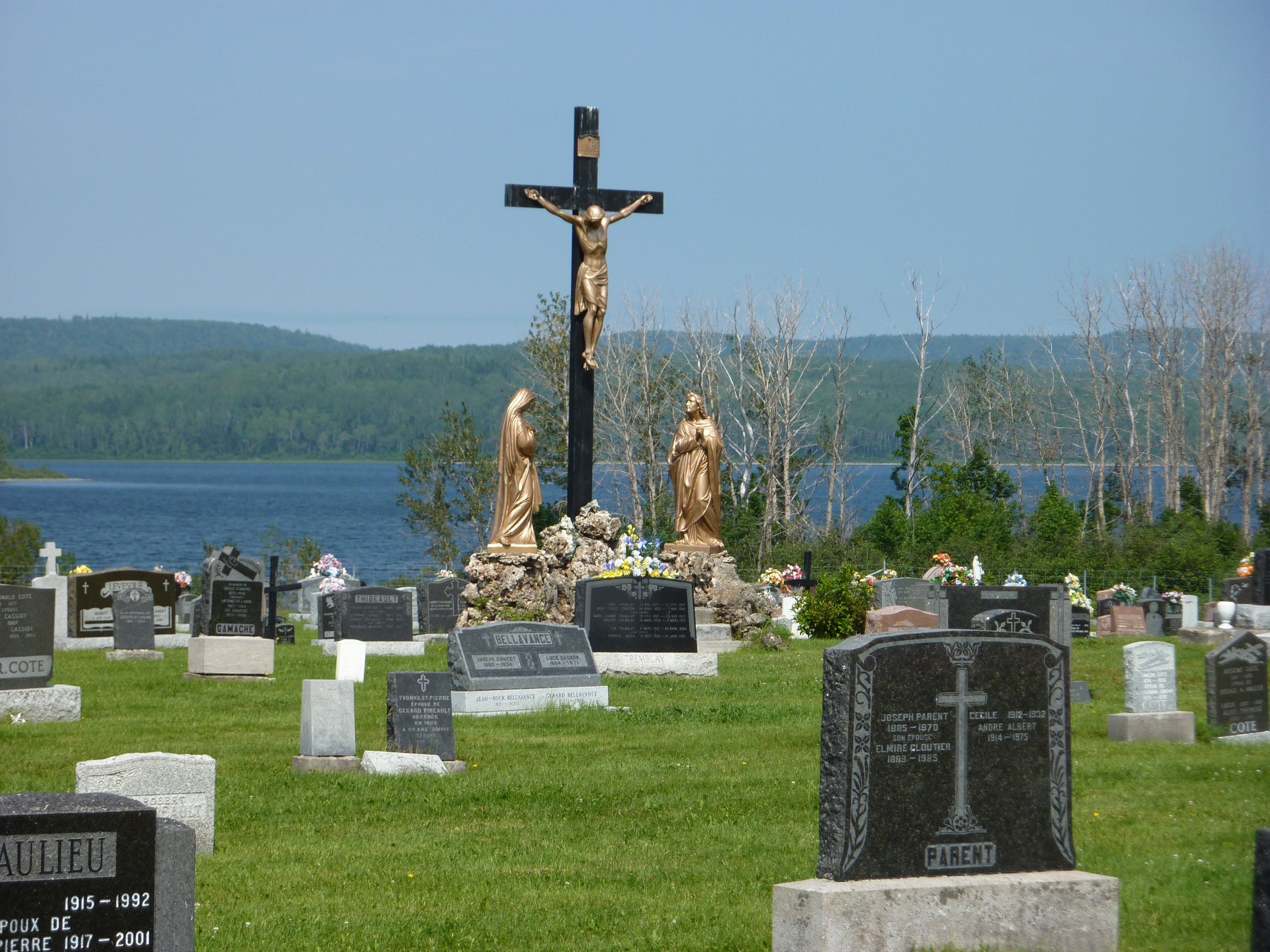
Cimetière J.-C. Saindon

Une petite chapelle funéraire fut construite dans le cimetière le 26 août 1956. Celui-ci fut agrandi à deux reprises, en septembre 1959 et en février 1984. Ce cimetière porte le nom de J.-C. Saindon. L'église fut consacrée lors de la Fête du Saint Nom de Marie du 12 septembre 1958 par monseigneur Charles-Eugène Parent. Le premier Conseil paroissial de pastorale de Sayabec fut fondé en 1974 et placé sous la direction du curé Joseph-Marie Chamberland et de son président, Jean-Marie Leclerc. Le 26 septembre 1979, la foudre frappe le coq perché sur le clocher de l'église ; seuls le système électrique et quelques morceaux de plâtre sont endommagés. Le cimetière, devenu trop petit, obligea la création d'un nouveau lieu de sépulture le 18 mars 1986 sur la route Rioux. En 1989, la pénurie de prêtres oblige le jumelage des paroisses de Sayabec et de Saint-Cléophas ; le curé Léopold Fournier dut s'occuper des deux paroisses. Le curé actuel de la paroisse de Sayabec est également le curé des paroisses de Saint-Moïse, de Saint-Damase, de Saint-Noël, de Saint-Cléophas et de Val-Brillant qui forment avec Sayabec le secteur pastoral des Jardins de la vallée.

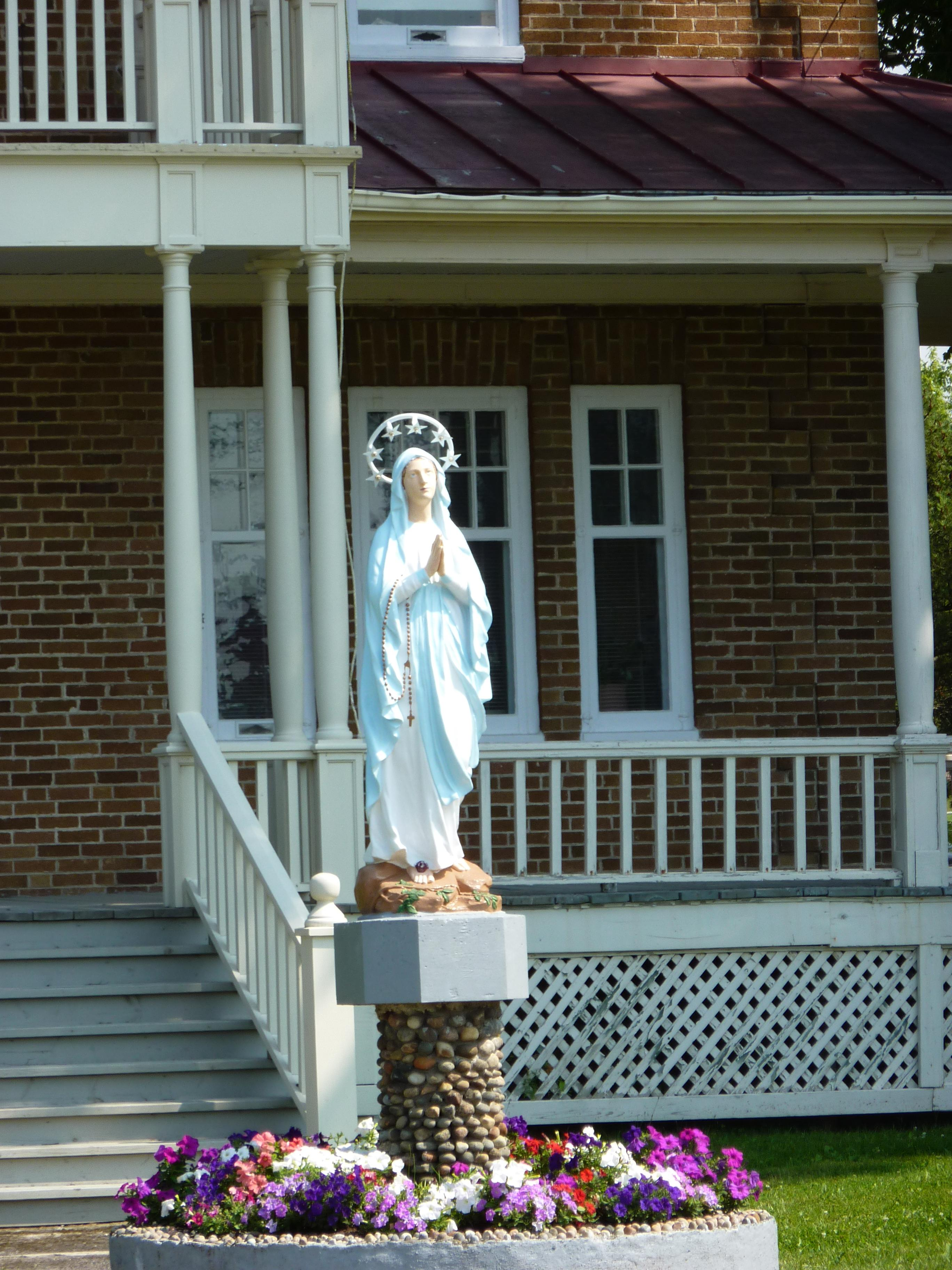
Statue de la Sainte Vierge devant le presbytère de Sayabec

| Nom                              | Dates              |
| -------------------------------- | ------------------ |
| Chanoine Joseph-Cléophas Saindon | 1896 à 1941        |
| Vicaire Gérard Leblond           | 1941 (par intérim) |
| Abbé André-Albert Desrosiers     | 1941 à 1943        |
| Vicaire Gérard Leblond           | 1943 (par intérim) |
| Chanoine Charles Charette        | 1943 à 1950        |
| Abbé Jean-Baptiste Beaupré       | 1950 à 1952        |
| Chanoine Omer C. d'Amours        | 1952 à 1960        |
| Abbé J.-Alphonse Beaulieu        | 1960 à 1963        |
| Abbé Gérard Leblond              | 1963 à 1966        |
| Abbé Patrice Gallant             | 1966 à 1971        |
| Abbé Joseph-Marie Chamberland    | 1971 à 1974        |
| Abbé Léonard Côté                | 1974 à 1985        |
| Abbé Martin Proulx               | 1985 à 1989        |
| Abbé Léopold Fournier            | 1989 à 2000        |
| Abbé Arthur Leclerc              | 2000 à 2006        |
| Abbé Adrien Tremblay             | 2006 à 2014        |
| Abbé Marc-André Blaquière        | 2014 à Aujourd'hui |

## Devises et symboles

Le castor est le symbole de Sayabec.

La devise du village est « Quod Deus Vult » qui signifie en latin « Ce que Dieu veut »,. Une autre devise non officielle utilisée est « Un souvenir, un devenir ».
Le logo du village de Sayabec est le castor symbolisant l'activité de l'industrie forestière. Il a été dessiné par Daniel Roussel et officialisé le 4 octobre 1993 et rappelle la signification du toponyme micmac de Sayabec : « rivière obstruée par un barrage de castor ».
Les armes de Sayabec ont été dessinées au Collège des Armoiries de Montréal en 1956. L'écu comporte une gerbe de blé pour représenter l'agriculture et les richesses naturelles locales, un conifère pour évoquer l'industrie forestière, trois fleurs de lys pour symboliser le peuple québécois d'origine française ainsi que des vagues pour représenter l'hydrologie locale, dont le lac Matapédia. Celui-ci est entouré de feuilles d'érable, qui sont le symbole du Canada. De plus, un bandeau portant la devise en latin, Quod Deus Vult, est présentée sous l'écu. Un drapeau fut créé en septembre 1990 ; il comprend les armoiries sur fond blanc.

### Héraldique
| Comme Dieu le veut |
| ------------------ |

| L'écu de Sayabec se blasonne ainsi : D'argent chapé d'azur, au premier: à un sapin arraché de gueules soutenu d'un lac d'azur ondée du champ mouvant de la pointe; au second: à trois fleurs de lis d'or à dextre et à une gerbe du même à senestre.(non représenté: L’écu soutenu par deux branches d’érable de sinople, feuillées du même, tigées et boutonnées d’or, les extrémités passées en sautoir et liées par un ruban de gueules, retenant un listel de parchemin d’or, chargé de la devise en lettres romaines.) |

## Administration

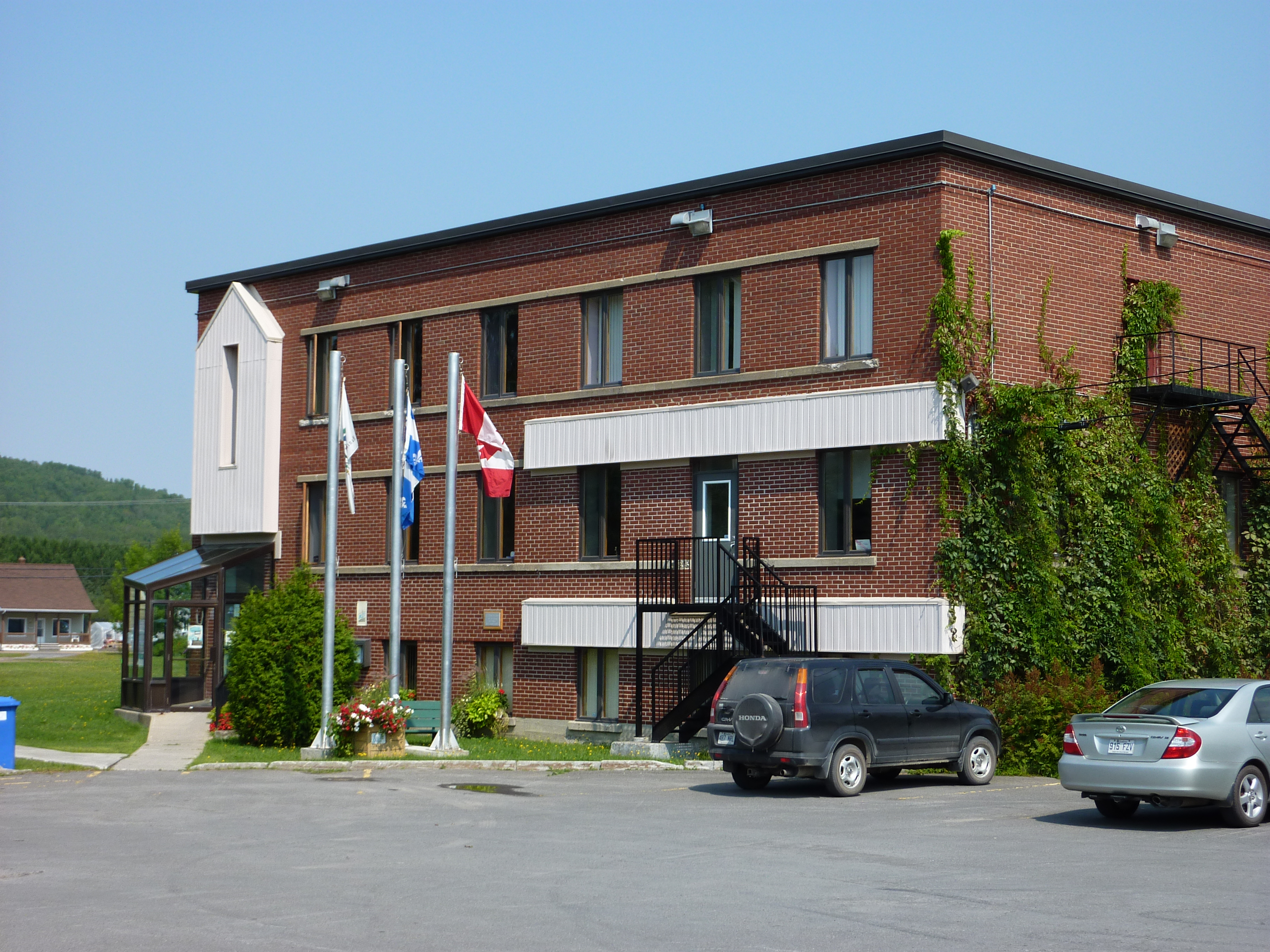
Hôtel de ville de Sayabec

L'hôtel de ville de Sayabec est situé dans un ancien couvent. En 1915, l'édifice est devenu une école modèle. En 1948, une annexe fut construite afin de servir de résidence aux Filles de Jésus. C'est en 1975, que ce bâtiment est devenu l'hôtel de ville.
Le conseil municipal est composé d'un maire et de six conseillers, élus en bloc sans division territoriale. Les élections municipales ont lieu tous les quatre ans et ne sont pas partisanes.
| mandat      | fonction    | nom              |
| ----------- | ----------- | ---------------- |
| 2017 - 2021 | maire       | Marcel Belzile   |
| 2017 - 2021 | conseillers |                  |
| 2017 - 2021 | #1          | Frédéric Caron   |
| 2017 - 2021 | #2          | Manon Lacroix    |
| 2017 - 2021 | #3          | Jimmy Bouillon   |
| 2017 - 2021 | #4          | Patrick Santerre |
| 2017 - 2021 | #5          | Diane Pineault   |
| 2017 - 2021 | #6          | Bruno Côté       |

| Nom                       | Dates              |
| ------------------------- | ------------------ |
| Victor Thibault           | 6 juin 1895 à 1896 |
| Herménégilde Boulay       | 1896 à 1897        |
| Valentin St-Pierre        | 1899 à 1901        |
| François Gagnon           | 1901 à 1902        |
| Louis St-Pierre           | 1902 à 1903        |
| Adhémar Mercier           | 1903 à 1905        |
| Florian Poirier           | 1905 à 1906        |
| Alfred Marcheterre        | 1906 à 1908        |
| Valentin St-Pierre        | 1908 à 1914        |
| Pierre Bélanger           | 1914 à 1953        |
| Wilfrid Marcoux           | 1953 à 1955        |
| Réginald Bélanger         | 1955 à 1961        |
| Charles-Eugène Desjardins | 1961 à 1979        |
| Marcel Belzile            | 1979 à 1982        |

| Nom                      | Dates             |
| ------------------------ | ----------------- |
| Louis-Philippe Joubert   | 5 mai 1917 à 1923 |
| Alfred Marcheterre       | 1923 à 1927       |
| Louis-Philippe Joubert   | 1927 à 1931       |
| Albert Rioux             | 1931 à 1932       |
| Louis-Philippe Joubert   | 1932 à 1945       |
| Alphonse Lacroix         | 1945 à 1948       |
| Victor Verreault         | 1948 à 1951       |
| Alphonse Lacroix         | 1951 à 1955       |
| Jean Paul Langlais, m.d. | 1955 à 1957       |
| Yvon St-Pierre           | 1957 à 1963       |
| Georges Fournier         | 1963 à 1974       |
| Lorenzo Caron, m.d.      | 1974 à 1975       |
| Jean-Marie Leclerc       | 1975 à 1976       |
| Lorenzo Caron, m.d.      | 1976 à 1982       |

| Sayabec Maires depuis 1982                                                                                            |                                                                      |         |          |
| Élection | Maire                                                                | Qualité | Résultat |
| 1982 | Marcel Belzile et Lorenzo Caron, m.d. (maires du conseil provisoire) |         |          |
| 1982 à 1992 | Jean-Marie Leclerc                                                   |         |          |
| 1992 à 2002 | Jean-Yves Pelletier                                                  |         |          |
| 2002 | Francis Ouellet                                                      |         | Voir     |
| 2005 | Danielle Marcoux                                                     |         | Voir     |
| 2009 | Danielle Marcoux                                                     | Voir    |          |
| 2013 | Danielle Marcoux                                                     | Voir    |          |
| 2017 | Marcel Belzile                                                       |         | Voir     |
| 2021 | Marcel Belzile                                                       | Voir    |          |
| Élection partielle en italique Depuis 2005, les élections sont simultanées dans toutes les municipalités québécoises. |                                                                      |         |          |

## Économie

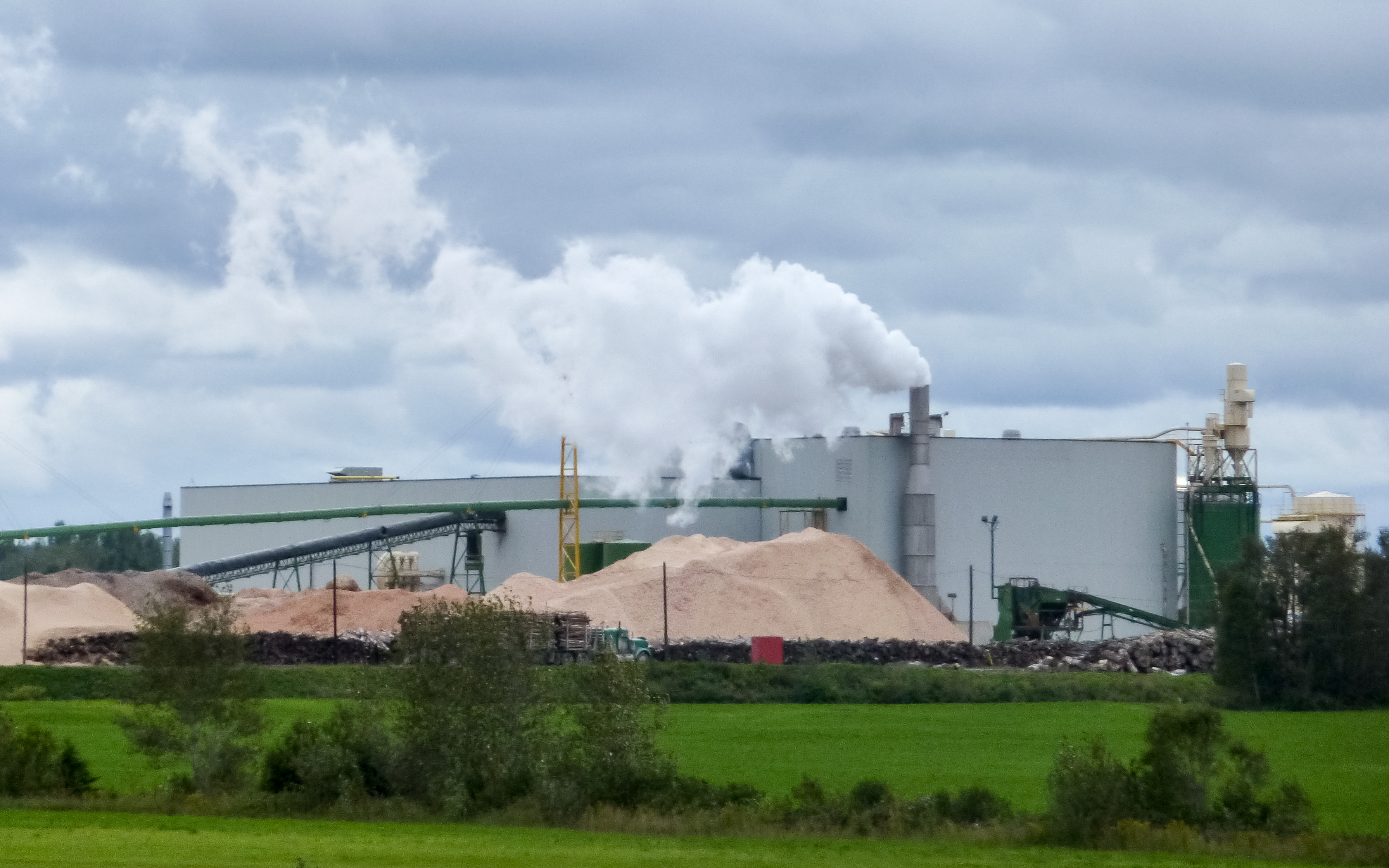
Uniboard Canada Division Sayabec

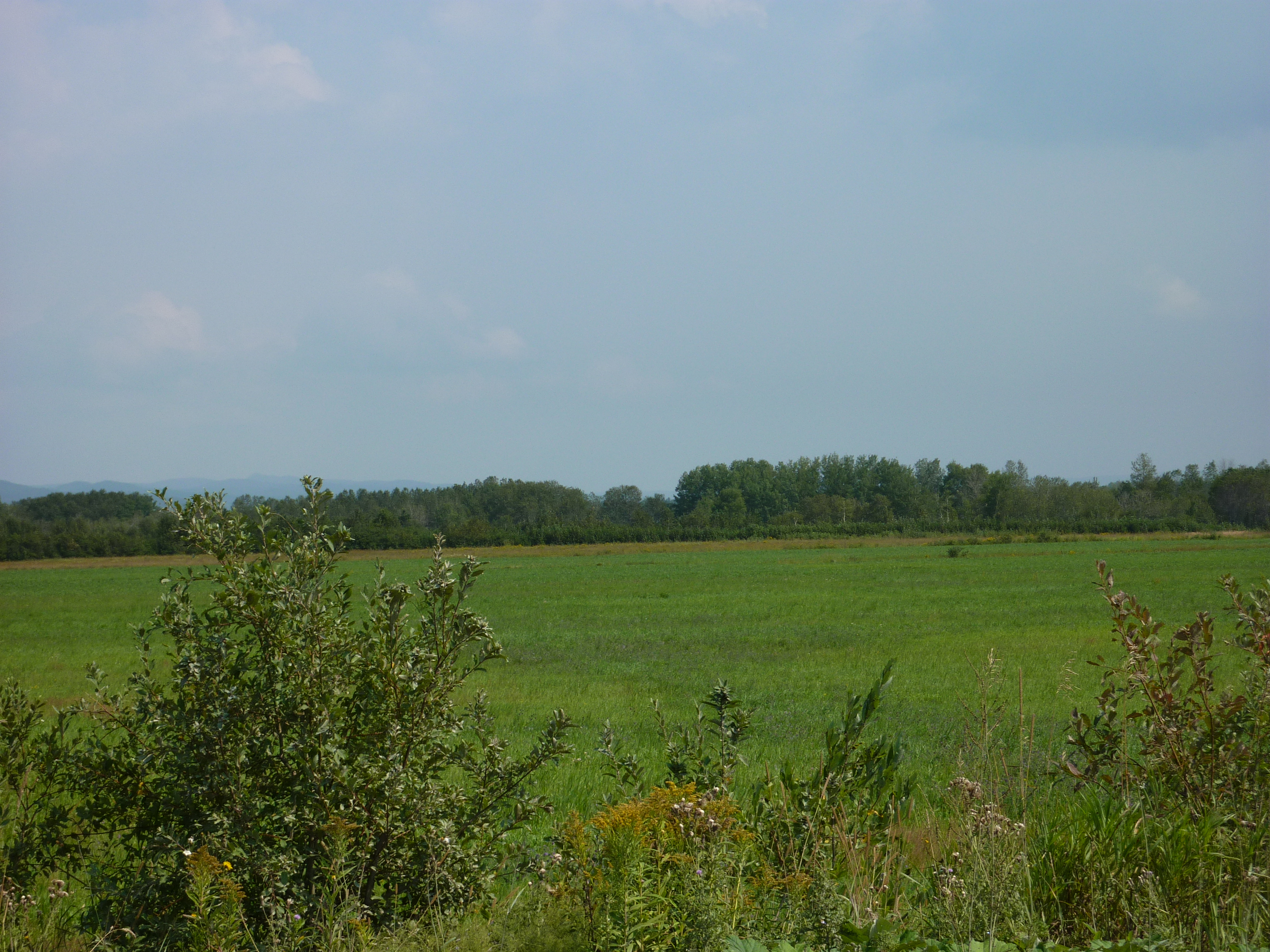
Agriculture à Sayabec

L'agriculture et le bois furent toujours les deux principales industries génératrices de l'activité économique de Sayabec. Au début du siècle, plusieurs moulins à bois étaient exploités dans le village dont ceux de l'importante compagnie Fenderson. Aujourd'hui, dans les limites de la ville, on trouve la plus grosse entreprise de la région : Uniboard Canada Division Sayabec (ou communément appelé Panval pour « Panneaux de la Vallée »), un manufacturier de panneaux mélamines employant près de 400 personnes en 2006,,. Panval est la seule usine de panneaux particules de la Gaspésie. La municipalité de Sayabec a acheté, en 2006, une portion de la forêt située devant l'usine d'Uniboard afin d'y développer son parc industriel. Ce parc a pour mission de développer l'industrie lourde, qui requiert beaucoup de transport par camions lourds.
L'agriculture fut, elle aussi, un facteur primordial du développement de la municipalité. En 1946, à Sayabec, on comptait 134 agriculteurs possédant des fermes d'une superficie moyenne de 125 acres. La culture du blé couvrait 100 arpents (0,34 km2), l'avoine 1 500 arpents (5,12 km2), l'orge 250 arpents (0,85 km2), les grains mélangés 300 arpents (1,03 km2), les pois 25 arpents (0,09 km2), les pommes de terre 100 arpents (0,34 km2) et les racines fourragères 50 arpents (0,17 km2). À ces cultures s'ajoutaient les jardins de légumes et les arbres fruitiers dont les récoltes étaient vendues fraîches au marché du village.
Le tourisme est également un secteur économique majeur à Sayabec, situé dans la région touristique de la Gaspésie. Plusieurs activités sont proposées aux touristes, dont la pêche au saumon, la randonnée en VTT ou en motoneige, la randonnée pédestre, le vélo de montagne, le camping, les sports nautiques et le ski de fond aux « Sentiers Mic-Mac ».

## Éducation

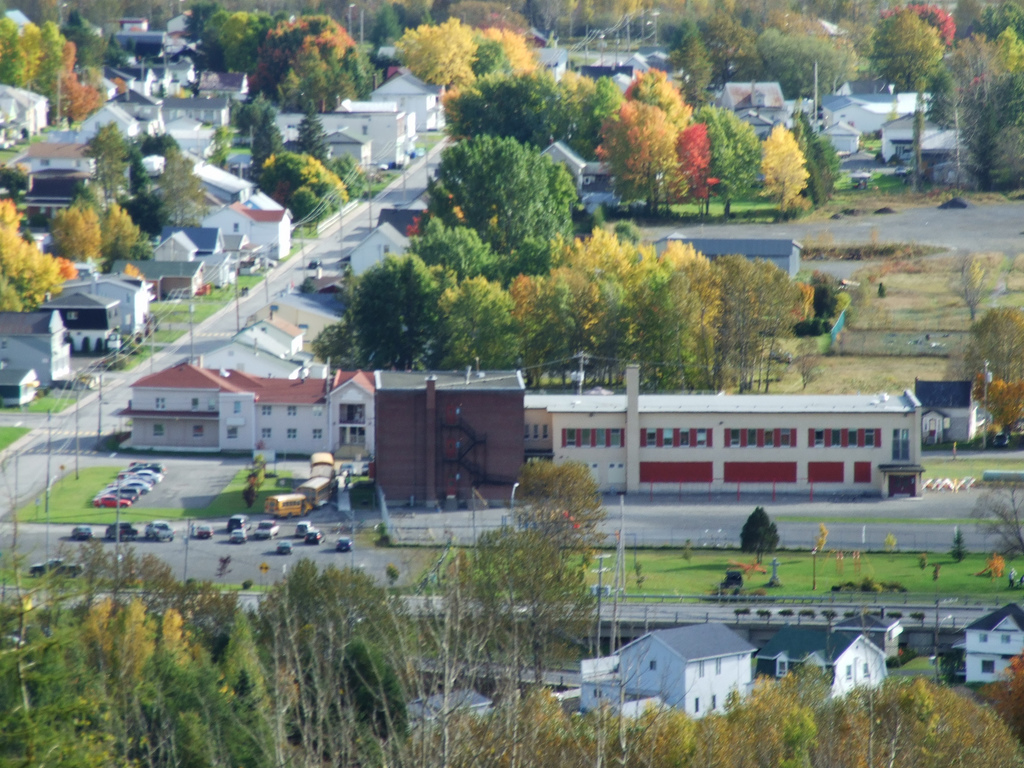
École Sainte-Marie

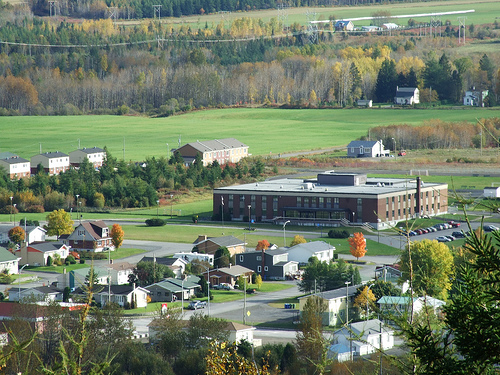
École polyvalente de Sayabec

Les établissements scolaires de Sayabec font partie de la Commission scolaire des Monts-et-Marées. Les six niveaux primaires sont donnés à l'école Sainte-Marie, qui accueille environ 126 enfants de Sayabec et de Saint-Cléophas.
L'enseignement secondaire est dispensé à l'école polyvalente de Sayabec (EPS) pour les niveaux 1 à 4, que fréquentent environ 220 élèves provenant de plusieurs villages avoisinants (Sayabec, Saint-Cléophas, Saint-Moïse, Saint-Noël et Saint-Damase),. Pour compléter le cinquième niveau du secondaire, les étudiants doivent se rendre à l'école polyvalente Armand-Saint-Onge d'Amqui. Le bâtiment de l'école secondaire de Sayabec abrite aussi, depuis 2008, un centre d'éducation des adultes (CEA), auparavant installé dans l'école primaire de Saint-Noël. La bibliothèque municipale, nommée Quilit, est également aménagée dans le bâtiment de l'école secondaire. Celle-ci a été fondée en 1983 et occupait à l'origine le troisième étage de l'hôtel de ville ; c'est en 2008 qu'elle fut relocalisée à l'emplacement actuel.
Les cégeps les plus proches de Sayabec sont le Centre matapédien d'études collégiales (CMEC) d'Amqui, le Cégep de Rimouski et le Cégep de Matane. L'université la plus près est l'Université du Québec à Rimouski (UQAR).

## Services

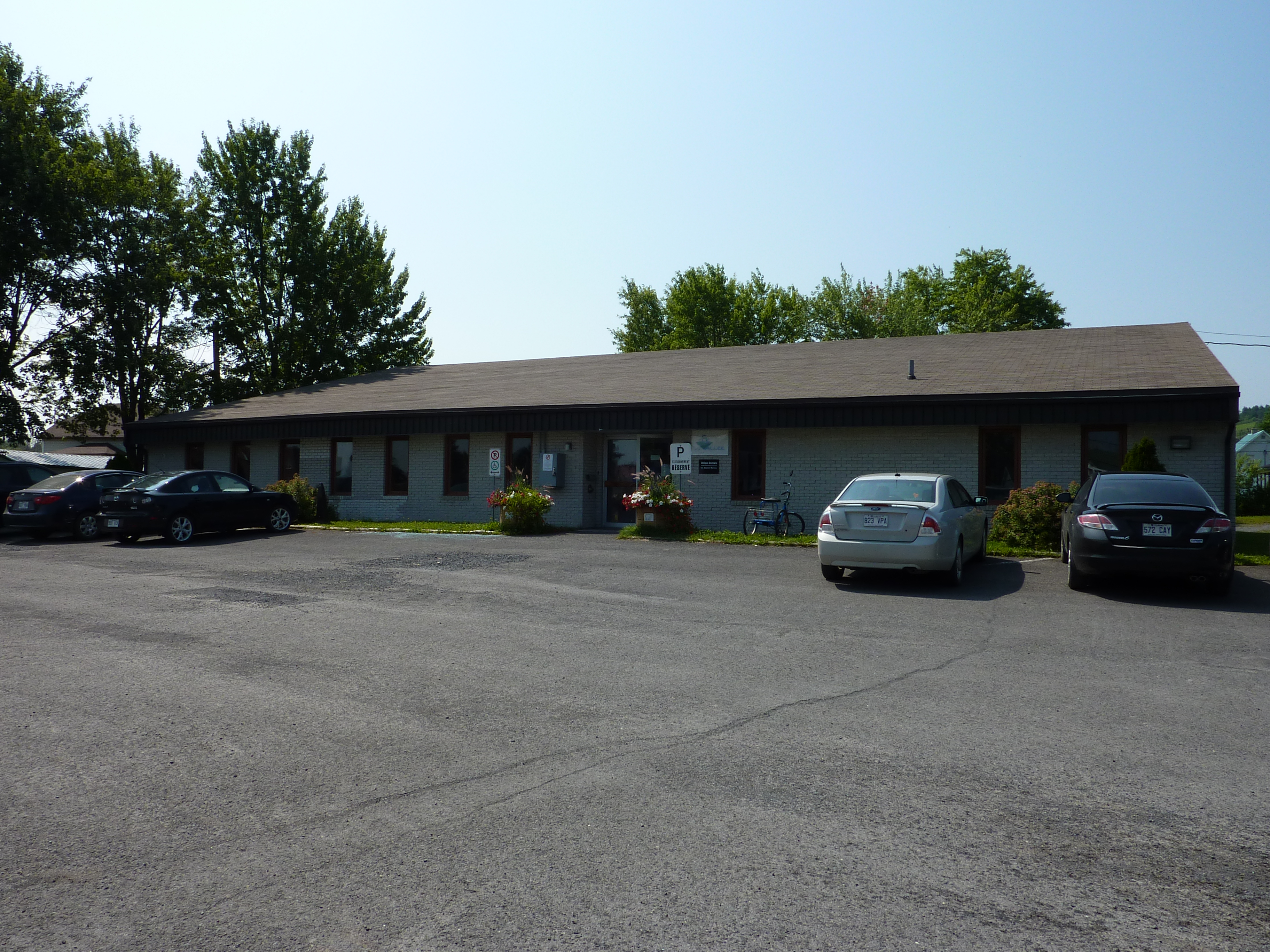
CLSC de la Vallée à Sayabec

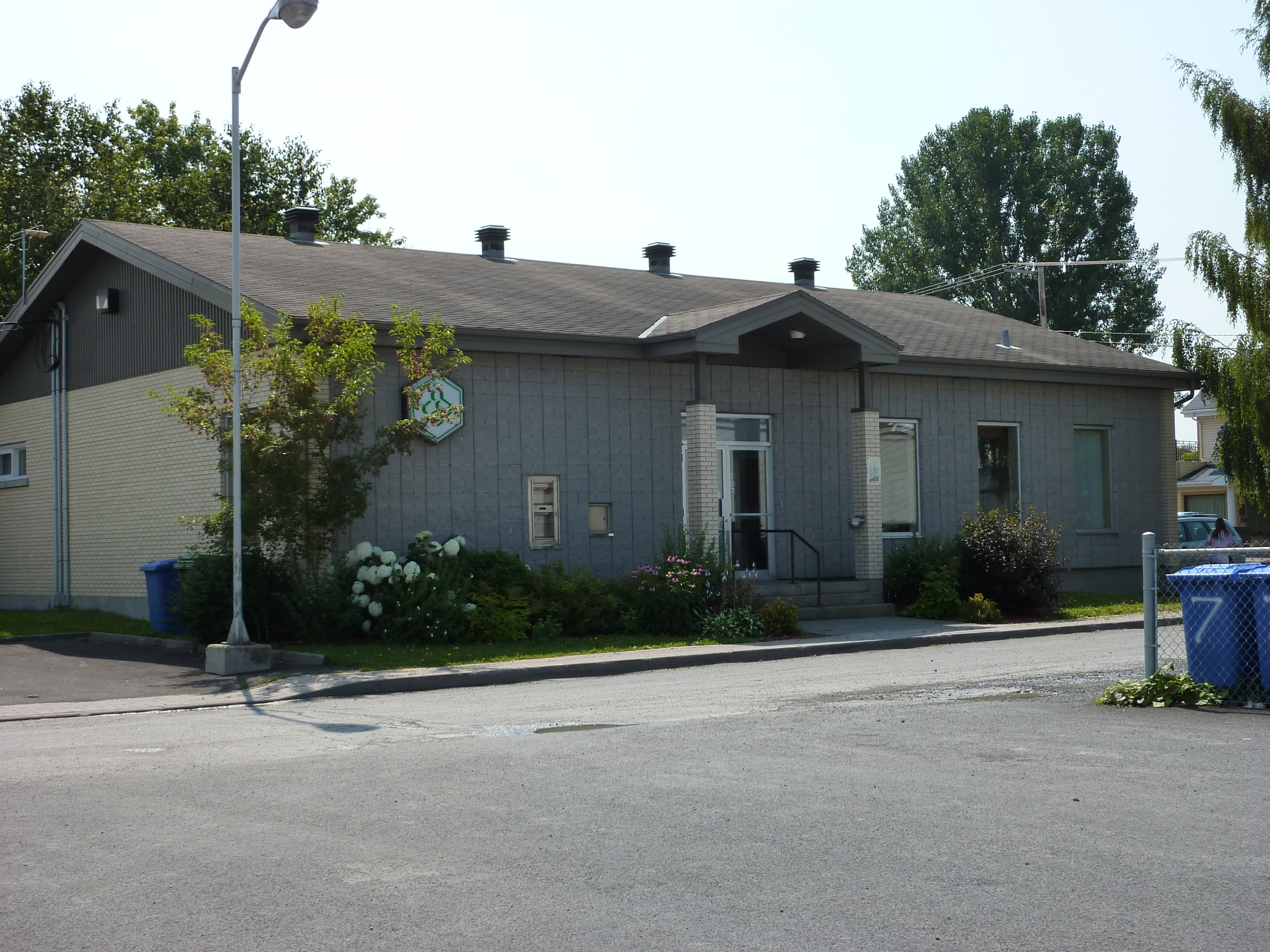
Caisse populaire Desjardins de Sayabec

Le CLSC de la vallée de la Matapédia a un point de distribution à Sayabec. Les habitants de la région y retrouvent des services de santé, sociaux et communautaires de première ligne, tant de nature préventive, curative que de réadaptation. Le CLSC de Sayabec offre aussi une clinique dentaire. La résidence Georges Fournier est une résidence publique pour personnes âgées en perte d'autonomie. Celle-ci était autrefois le foyer Sainte-Marie-de-Sayabec. De plus, Sayabec dispose d'un poste d'ambulance pour couvrir la région plus rapidement. L'hôpital le plus proche de Sayabec est le Centre hospitalier régional d'Amqui (CH d'Amqui).
Les services financiers sont disponibles auprès de la Caisse populaire Desjardins et de la Banque nationale du Canada. La municipalité possède un centre communautaire utilisé pour diverses activités et occasions ainsi qu'une maison des jeunes. La protection contre les incendies est assumée par des pompiers volontaires de Sayabec qui ont leur caserne dans le garage municipal.

## Sports et loisirs

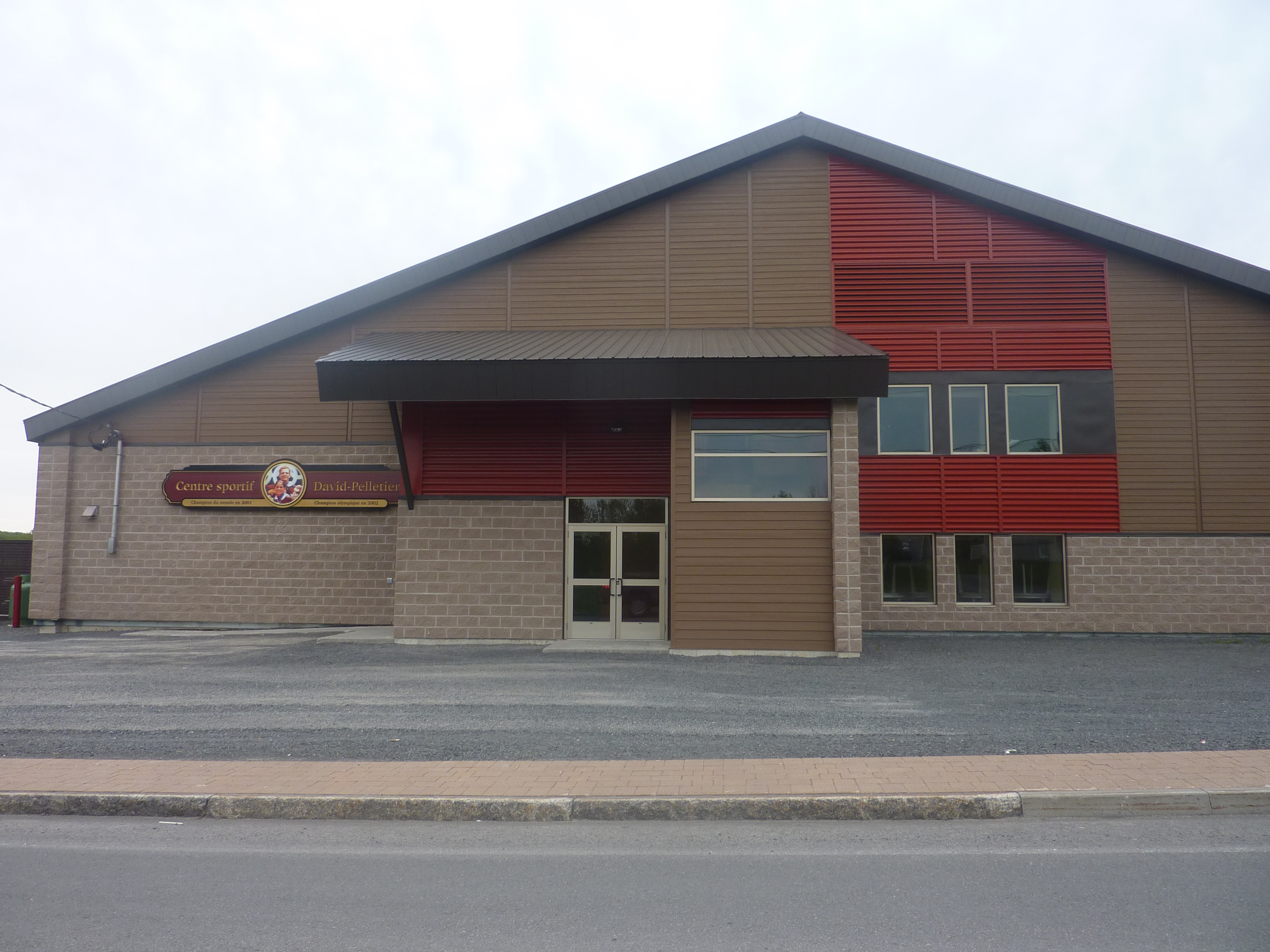
Centre sportif David-Pelletier

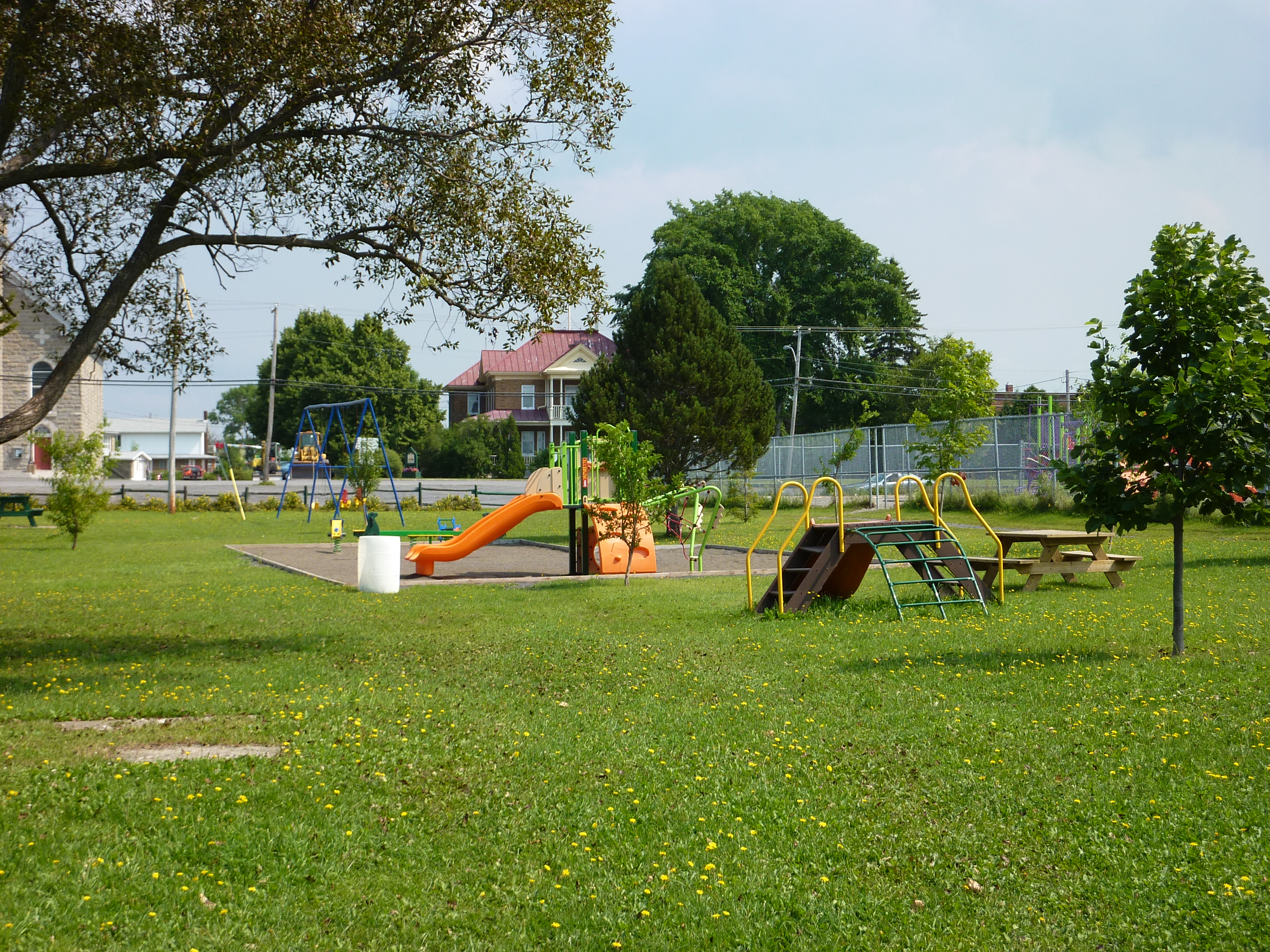
Parc Au-Tournant-de-la-Rivière

Le lac Matapédia est reconnu pour la pêche au touladi et à la truite mouchetée. Le printemps est une période idéale pour l'observation des oiseaux aquatiques sur le lac.
Le Centre sportif David-Pelletier, premier aréna qui fut construit dans La Matapédia, est utilisé notamment pour le hockey et le patinage artistique. L'établissement est ainsi l'hôte de l'équipe de hockey les Draveurs de la Vallée et du club de patinage artistique (CPA) les Frimousses. Sayabec comprend également des terrains de soccer et de balle-molle ainsi qu'une piste d'athlétisme. De plus, les Sentiers Mic-Mac sont des pistes aménagées pour le ski de fond et la raquette. La chasse et la pêche sont des loisirs très populaires au sein de la population sayabécoise.
Sayabec est le domicile du corps de cadets de la Marine royale canadienne 342 Émilien-Paradis. Le camp musical du lac Matapédia propose aux jeunes de 7 à 17 ans une formation musicale pendant la saison estivale, en pleine nature, près du lac Matapédia. Le camp offre des cours de violon, de guitare, de chant et de danse. Le Jardin communautaire de Sayabec a été établi par Léonard Lefrançois en 1978 avec la collaboration de l'Âge d'Or. Il était d'abord aménagé sur la ferme des Fenderson, qui appartenait à la municipalité, mais il est aujourd'hui situé sur un terrain de la Fabrique.
Sayabec possède plusieurs parcs municipaux dont le parc Pierre-Brochu qui donne sur le lac Matapédia et offre une rampe de mise à l'eau, le parc de la Baie-à-Charlie également sur le lac Matapédia au nord du village qui est situé près d'une plage et le parc Au-Tournant-de-la-Rivière au cœur du village de Sayabec qui contient une aire de jeux ainsi que différents monuments. La gare patrimoniale de Sayabec est également sise dans ce dernier parc.

## Culture

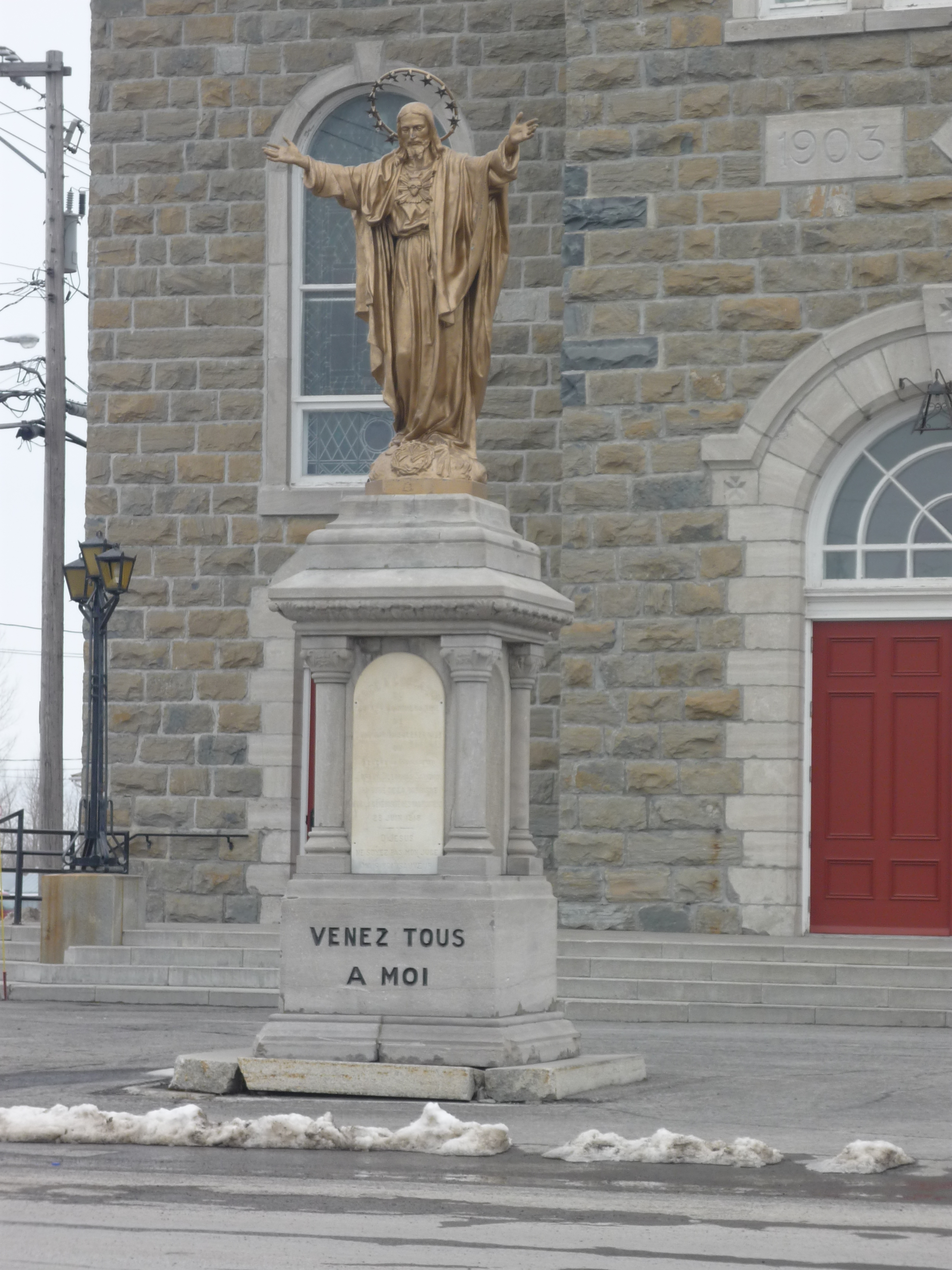
Statue du Sacré-Cœur devant l'église de Sayabec

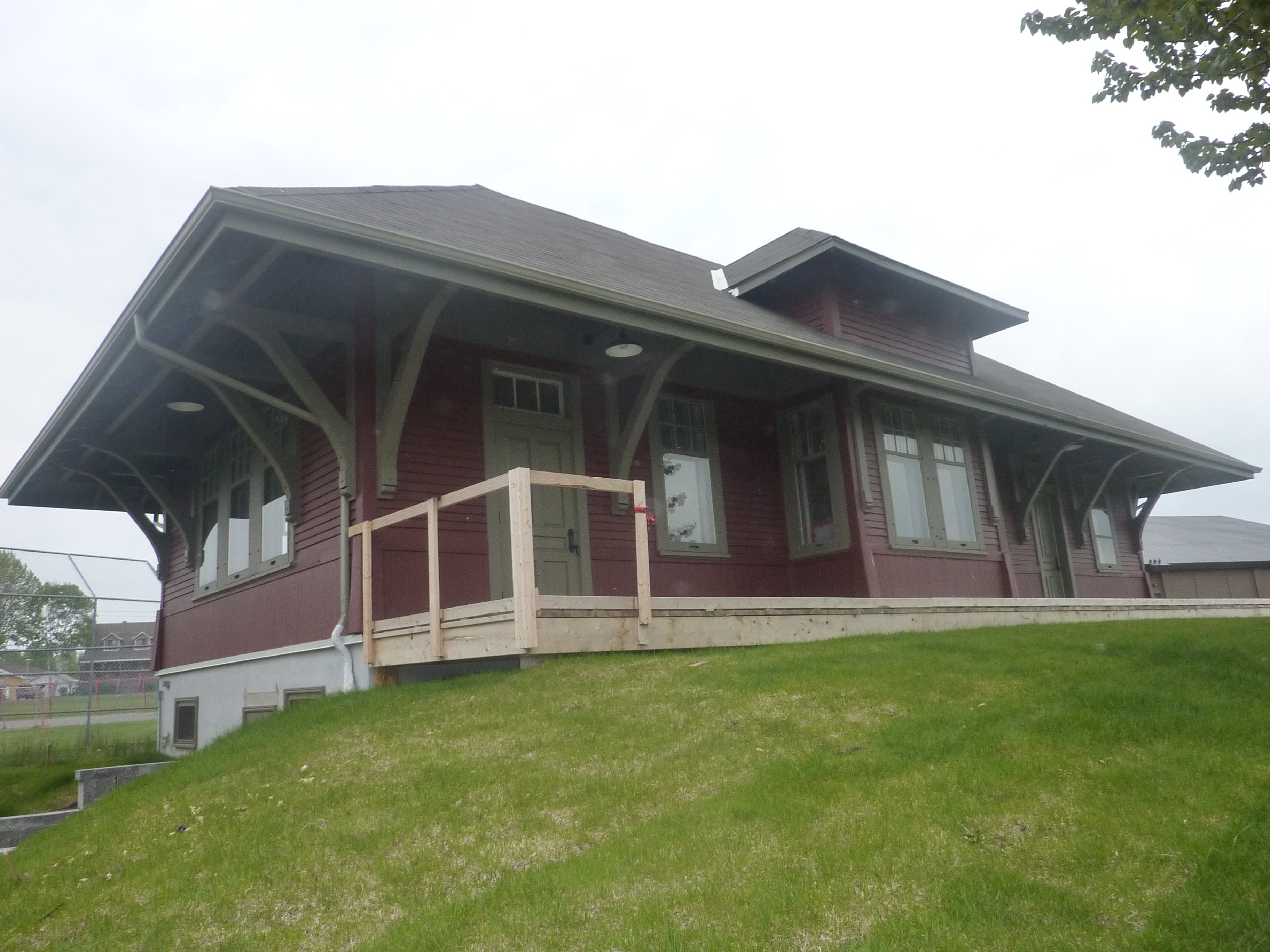
Gare patrimoniale de Sayabec

L'église Saint-Nom-de-Marie, construite en pierre en 1931, fait partie du patrimoine de Sayabec et son orgue Casavant date de 1905. Des visites de l'église sont organisées en saison estivale. La statue du Sacré-Cœur, située sur le parvis, a été érigée le 28 juin 1918 par des paroissiens à l'occasion du 25e anniversaire de l'ordination sacerdotale de Joseph-Cléophas Saindon. Le socle de la statue porte l'inscription « Venez tous à moi ». De plus, le cimetière J.-C. Saindon renferme un chemin de croix fabriqué par la Compagnie Statuaires Deprato Limitée de Montréal et vendu à la Fabrique de Sayabec le 19 octobre 1928. L'œuvre d'art est constitué de quatorze gravures de couleur or bronze encadrées de pierres tuffa, relatant quatorze scènes de la Passion du Christ.
La gare ferroviaire de Sayabec de la compagnie du chemin de fer Intercolonial du Canada (ICR), construite en 1915, a été déclarée gare patrimoniale en 1993. Elle a été déménagée dans un parc au centre du village. La gare s'appelait gare de Saindon à ses débuts, mais, à partir des années 1880, elle portait déjà le nom de gare de Sayabec dans les documents de la compagnie de chemin de fer, bien avant que le village n'adopte le nom de Sayabec en 1951. Un projet de développement d'un centre d'interprétation de la gare est en préparation en vue d'offrir des expositions sur l'histoire du bois, du chef de la gare et de Sayabec en général.
Plusieurs fermes ancestrales sont toujours présentes à Sayabec. La plus ancienne est la ferme Brochu de la famille Pineault, qui date de 1898. Elle a été abandonnée en 1987 après avoir connu quatre propriétaires. On note également la ferme de la famille Hallé, dont le premier propriétaire fut Jean-Baptiste en 1900 ; son propriétaire actuel est Jeannot depuis 1982.

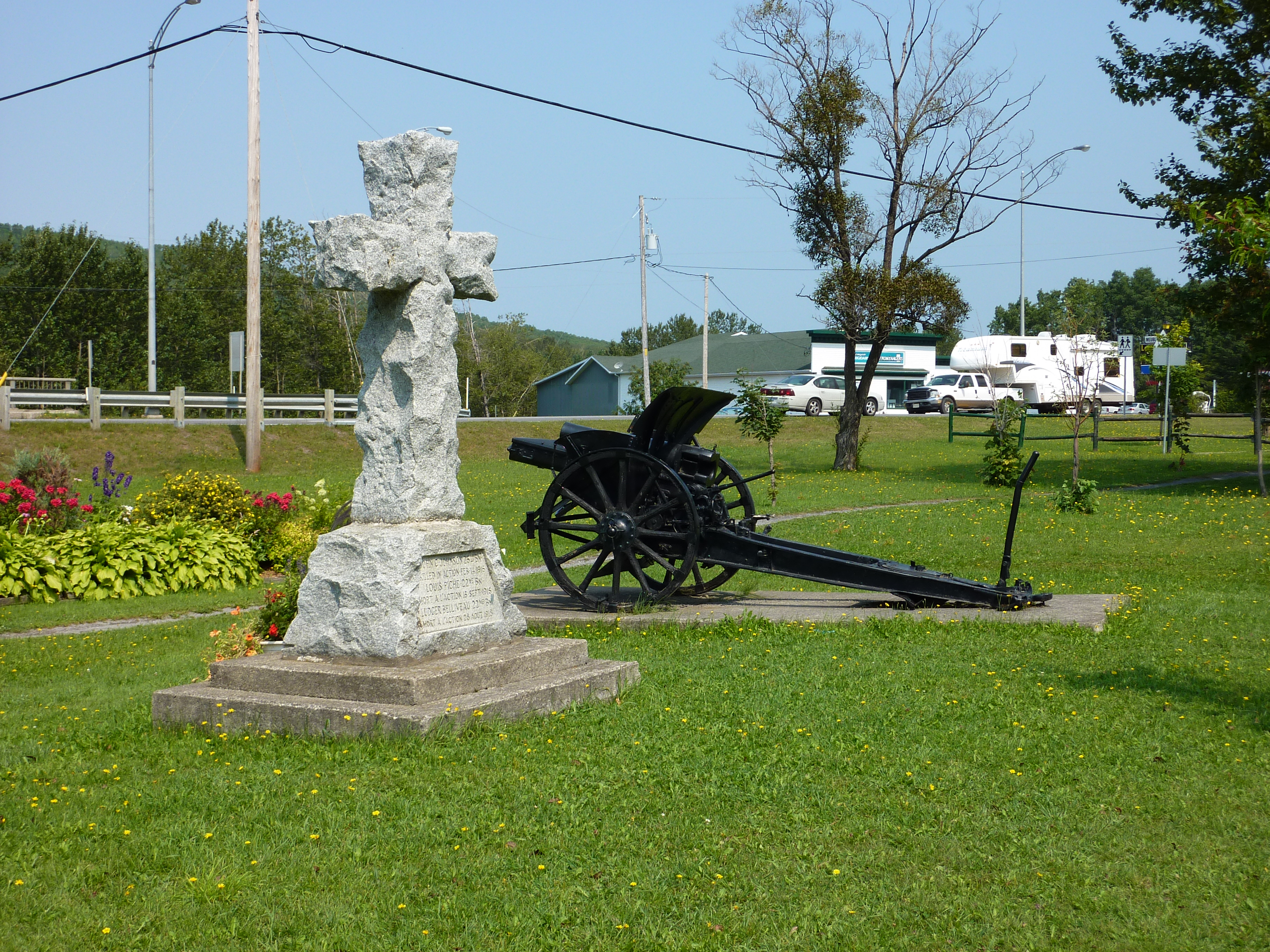
Monuments dans le parc au Tournant-de-la-Rivière

On retrouve plusieurs monuments commémoratifs à Sayabec. Un canon allemand capturé par le 27e bataillon des Forces armées canadiennes le 9 avril 1917 est installé dans le parc Au-Tournant-de-la-Rivière de Sayabec. Un monument aux braves, sous la forme d'une croix de granit, se tient à côté du canon à la mémoire des Sayabécois morts au combat durant la Première Guerre mondiale; on peut y lire trois noms : John C. Johnson, Ludger Belliveau et Joseph-Louis Piché. Le canon et le monument aux braves ont été relocalisés dans le parc municipal en 1977. Une croix de chemin, érigée en 1875 par la seconde épouse de Pierre Brochu, Marcelline Brochu, a été rénovée et déplacée à l'endroit même où Pierre Brochu s'est établi en 1833 près du lac Matapédia, à l'embouchure de la rivière Saint-Pierre. C'est la plus ancienne croix de chemin de Sayabec.
Sayabec possède, depuis septembre 1980, un journal communautaire publié par un groupe de bénévoles, « L'Écho sayabécois ». En 1986, Sayabec remporta le 3e prix régional Bas-Saint-Laurent — Gaspésie du concours provincial « Villes, villages et campagnes fleuris ». Depuis 2002, il se tient annuellement un festival du village de Sayabec appelé « Fête au village ». Il se déroule durant la fin de semaine de la fête du Travail. Le festival propose plusieurs activités différentes à chaque année, dont un tir de chevaux. De plus, c'est une occasion privilégiée pour les habitants de Sayabec de se rencontrer et de tenir un marché aux puces dans les rues.

## Personnalités

### Sportifs

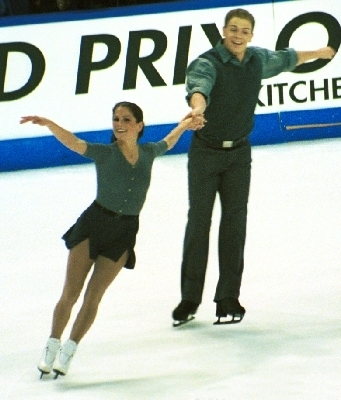
Jamie Salé et David Pelletier, champions olympiques

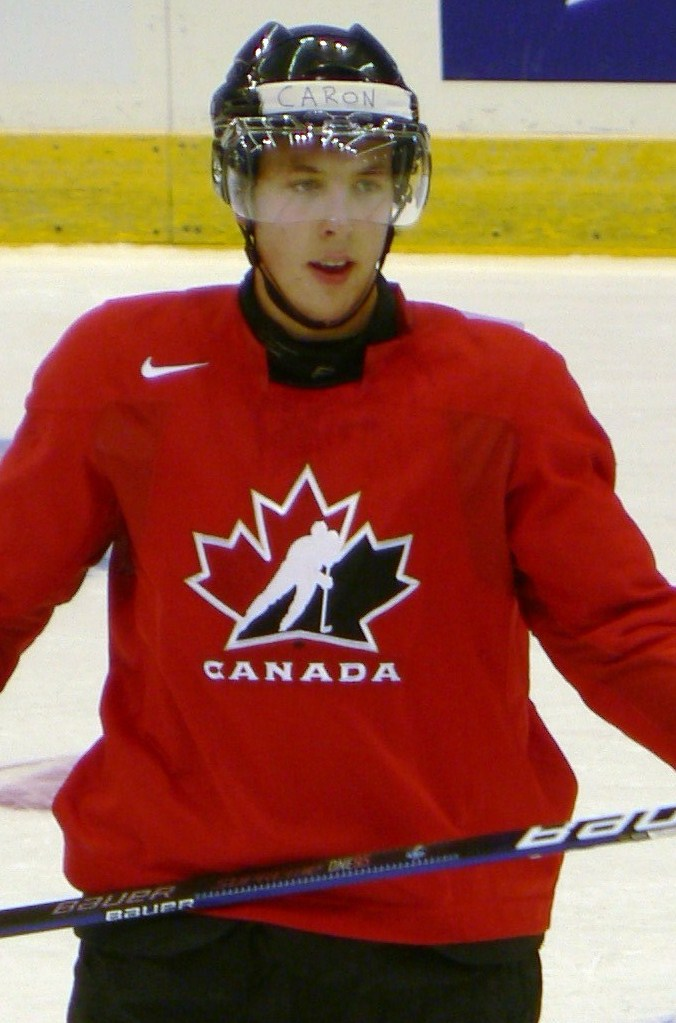
Jordan Caron, joueur de la Ligue américaine de hockey

David Pelletier (1974-), patineur en couple avec Jamie Salé, médaillé d'or aux Jeux olympiques de Salt Lake City en 2002, est né à Sayabec. L'aréna de Sayabec est nommé en son honneur : le Centre sportif David-Pelletier. Le couple fut intronisé au Temple de la renommée de Patinage Canada en 2005.
Jordan Caron (1990-), choix de première ronde des Bruins de Boston lors du repêchage de la Ligue nationale de hockey de 2009, est né et a grandi à Sayabec. Il a joué trois saisons complètes dans la Ligue de hockey junior majeur du Québec avec l'Océanic de Rimouski avant de passer aux Huskies de Rouyn-Noranda au cours de la saison 2009-2010. Il a fait partie de l'Équipe du Canada (Team Canada) qui a obtenu la médaille d'argent lors du Championnat du monde junior de hockey sur glace 2010.

### Artistes

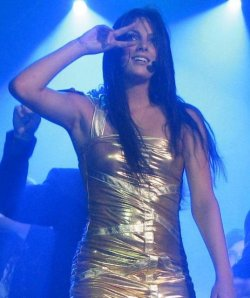
Carolanne D'Astous-Paquet

Carolanne D'Astous-Paquet, une chanteuse qui a participé à Star Académie, est née et a grandi à Sayabec. Elle était finaliste dans la promotion 2009 de Star Académie. Elle a par ailleurs participé à de nombreux concours, dont Secondaire en spectacle, Trois-Pistoles en chanson et Tremplin de Dégelis.
Steeve St-Pierre est un violoniste qui commença l'étude du violon à Sayabec à l'âge de six ans. Il est violoniste soliste dans l'Orchestre symphonique de l'Estuaire. Il est le cofondateur du camp musical du lac Matapédia. Il est membre du Duo St-Pierre/Roussel, qui fit une tournée internationale et réalisa un album.
Mario Côté, né à Sayabec en 1954, est un peintre et vidéaste.

### Militaires

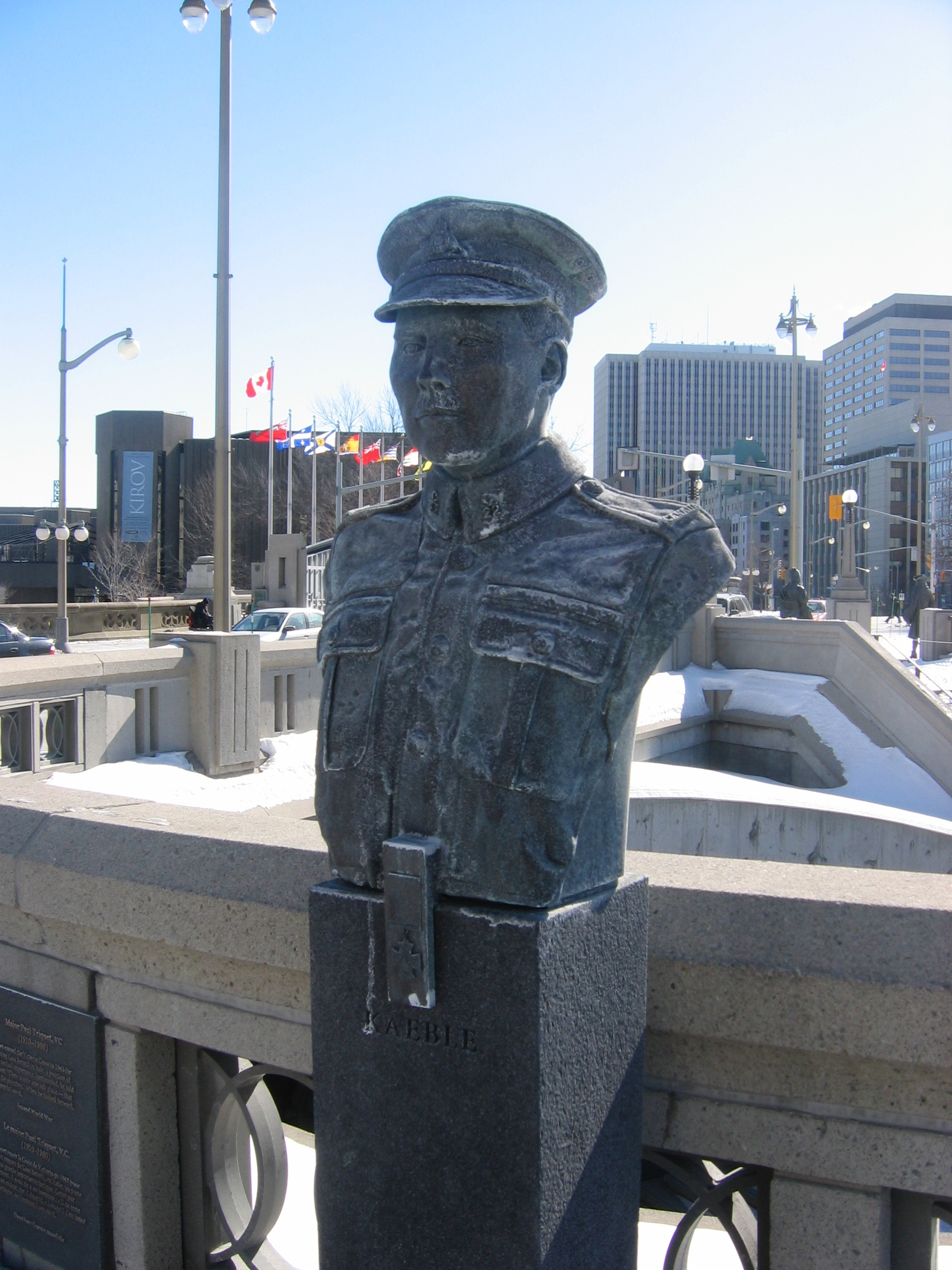
Buste de Joseph Keable dans le monument aux Valeureux d'Ottawa

Le caporal Joseph Keable VC, MM (1892-1918) fut mitrailleur dans le 22e bataillon canadien-français d'infanterie (aujourd'hui le Royal 22e Régiment). Il est né à Saint-Moïse, mais a vécu à Sayabec. Il fut le premier Canadien-français à recevoir la Croix de Victoria, la plus haute distinction du Commonwealth. Il obtint cette distinction pour être demeuré au combat afin de stopper l'avancée ennemie alors qu'il était blessé par des fragments d'obus et de bombes. Aujourd'hui, plusieurs institutions militaires portent son nom, mais aussi une rue à Sayabec et à Rimouski, et le corps de cadets d'Amqui. Bien que son nom soit souvent orthographié « Kaeble », surtout par les anglophones, la Commission de toponymie du Québec atteste que son nom doit être orthographié « Keable » et c'est ainsi qu'il est orthographié dans la région de Sayabec.
Le caporal suppléant John C. Johnson (1892-1916) est tombé au combat le 14 février 1916. Dans ses documents militaires, on peut lire qu'il est né à Eastman le 25 juin 1892 et que son plus proche parent était Nellie Johnson de Sayabec.
Ludger Belliveau (1895-1918) est mort au combat le 28 août 1918. Il s'agit en fait de Luc Belliveau, né à Sayabec le 4 juin 1895.
Joseph-Louis Piché (1889-1916) est mort au combat le 16 septembre 1916. Lorsqu'il s'enrôla, il déclara être né à Trois-Rivières le 25 février 1889 et que son plus proche parent était Éva Piché de Sayabec.

### Politiciens et fonctionnaires
Maurice LeClair (1927-2020) est né à Sayabec. Il est un médecin intronisé au Temple de la renommée médicale canadienne. Il fut sous-ministre de la Santé sous le gouvernement de Pierre Elliott Trudeau. Il fut vice-président et président-directeur général et administrateur du Canadien National. Il est membre de l'Ordre du Canada.
Claude Rioux (1930-2006) est né à Sayabec. Il fut sous-ministre au ministère de la Justice du Québec de 1966 à 1970 et de 1973 à 1975, puis secrétaire adjoint au ministère du Conseil exécutif du Québec de 1975 à 1977. Il fut nommé juge à la Cour supérieure du Québec en 1978.
Jules Boucher (1933-1999) est né à Sayabec. Il fut élu à l'Assemblée nationale comme député du Parti québécois (15 novembre 1976 au 28 janvier 1985) puis comme indépendant (28 janvier 1985 au 12 mars 1985).
Irvin Pelletier (1946-) est né à Sayabec. Il est député du Parti québécois à l'Assemblée nationale et représente la circonscription de Rimouski de 2007 à 2013.